# Toilette in Giappone

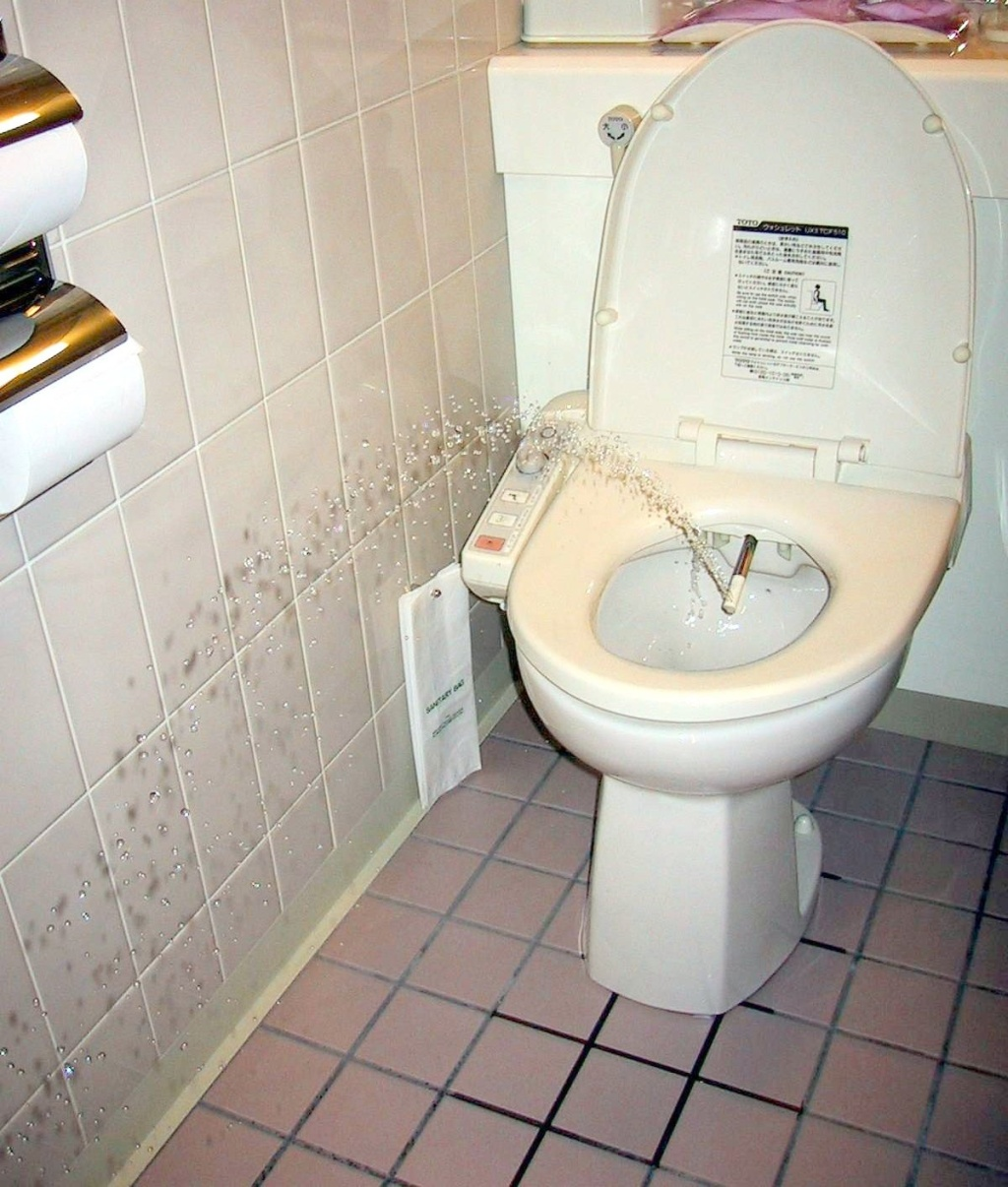
Un moderno sanitario giapponese che unisce le funzionalità di un bidet a quelle tradizionali di un normale gabinetto

Le toilette in Giappone rivestono un importante ruolo all'interno della cultura del Paese, dove la pulizia e l'igiene sono tenute in grande considerazione. Nelle piccole abitazioni giapponesi la stanza della toilette è una delle poche aree della casa che consenta una certa intimità, poiché le varie generazioni che compongono la famiglia sono costrette a vivere a stretto contatto; per questo motivo vi è una grande attenzione rivolta alle tecnologie che rendono le toilette e i bagni più puliti e confortevoli e i giapponesi sono disposti a spendere molto per le migliorie di questa parte della casa.
La toilette è generalmente separata dalla stanza adibita alla pulizia del corpo, poiché nella cultura giapponese vi è la tendenza a dividere le aree considerate "pulite" da quelle "non pulite", e si cerca di mantenere minimo il contatto tra esse. Questa pratica ha origini antiche e risale a quando, nel periodo Edo, le toilette erano delle piccole cabine in legno poste di fuori delle abitazioni e, per recarvisi, era necessario indossare le scarpe. Nel Giappone moderno si usa ancora indossare delle ciabatte quando ci si reca al bagno, il cui pavimento è considerato non pulito; questo è solo uno degli aspetti culturali legati alle toilette giapponesi, che sovente sono causa di confusione per gli stranieri non abituati agli usi e costumi del Paese.
Fino alla seconda guerra mondiale i sanitari più diffusi in Giappone erano i vasi alla turca e gli orinatoi, che ancora è possibile trovare negli edifici in stile tradizionale e all'interno delle toilette pubbliche; dopo il conflitto si diffusero gli occidentali vasi sanitari con sciacquone e negli anni ottanta furono introdotti i water con funzioni di bidet, che nel 2018 erano già installati nell'80% delle case giapponesi. Questi sanitari, scarsamente diffusi al di fuori dei confini giapponesi, sono comunemente chiamati washlet, una crasi delle parole inglesi wash (lavaggio) e toilet, e includono svariate comodità moderne.

## Storia

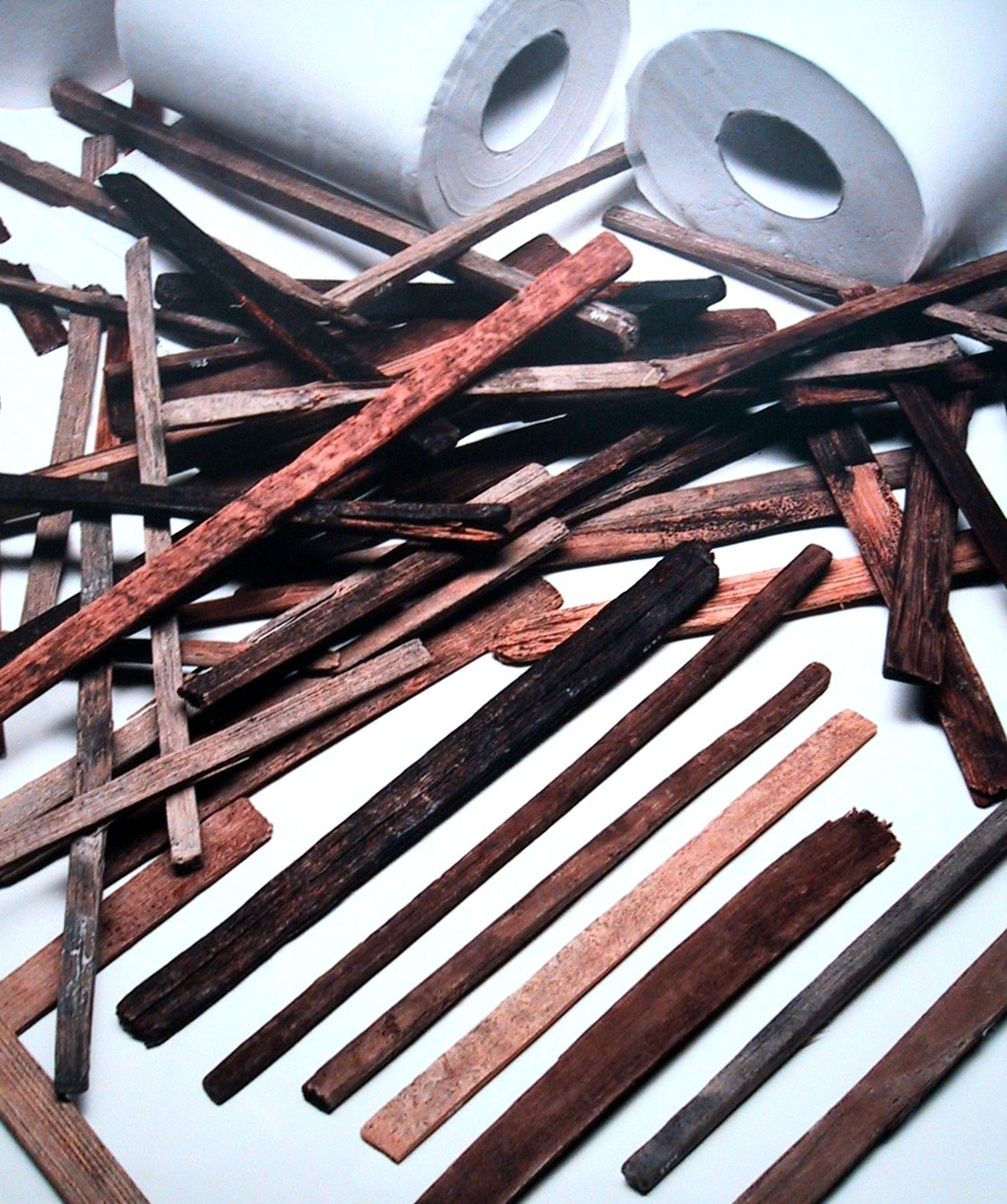
Assicelle in legno impiegate con la stessa funzione della carta igienica nel periodo Nara. I rotoli moderni sullo sfondo aiutano ad avere un'idea delle dimensioni.

Le toilette sono state in uso in Giappone fino dall'inizio della civilizzazione, anche se l'esatto momento della loro invenzione non è conosciuto. Durante il periodo Jōmon (14 000 a.C. - 300 a.C.) gli insediamenti erano a forma di ferro di cavallo e la piazza centrale era adibita a discarica; in questi cumuli di immondizia gli studiosi hanno rinvenuto anche resti fecali calcificati (coprolite) appurando che le discariche venissero utilizzate anche a mo' di latrina all'aperto. Le prime rudimentali fognature risalgono al periodo Yayoi (tra il 300 a.C. e l'anno 250), durante il quale vennero costruiti anche i primi pozzi a beneficio di grandi insediamenti dove l'acqua era utilizzata come bene comune nella vita di tutti i giorni. Durante il periodo Nara (tra il 710 e il 784) venne creato nella capitale Nara un sistema di scarico costituito da piccoli rivoli d'acqua larghi 10-15 cm, dove le persone potevano accucciarsi ed espletare i propri bisogni posizionandosi con un piede da ciascun lato. Per tutti i tempi antichi le toilette venivano costruite in vicinanza di un corso d'acqua, come dimostra il ritrovamento di una latrina risalente all'VIII secolo costruita sopra un ruscello deviato artificialmente, in prossimità delle rovine del castello di Akita. Nel sito dell'antica capitale Fujiwara, corrispondente all'attuale Kashihara, gli archeologi hanno inoltre rinvenuto i resti di un primordiale pozzo nero. Per la pulizia personale, alghe o assicelle di legno chiamate chūgi (籌木?) fungevano da carta igienica; queste vennero in seguito sostituite da fogli di carta washi (un tipo di carta tradizionale giapponese) prima del periodo Edo (1600-1868).

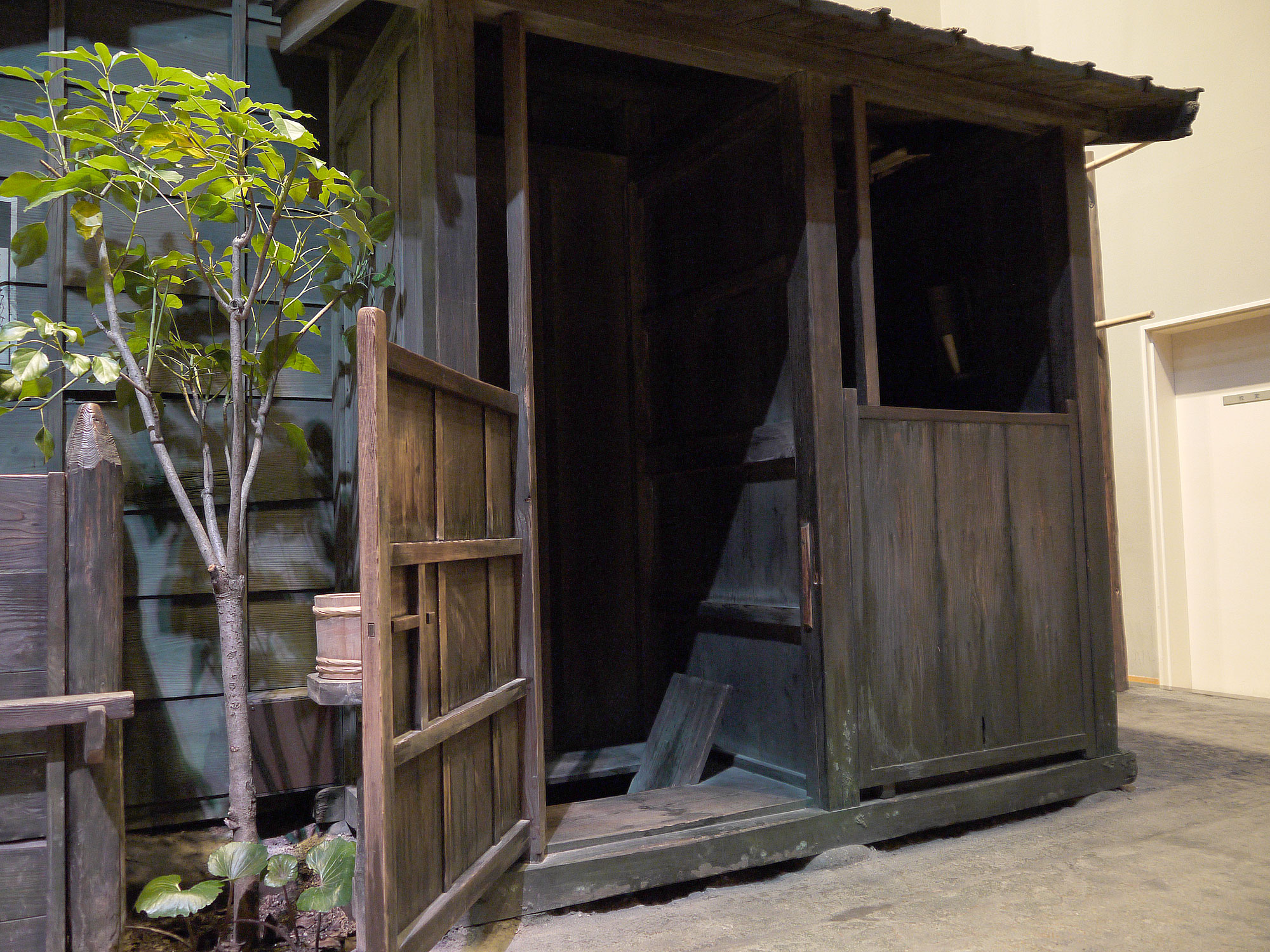
Latrina risalente al periodo Edo (1600-1868)

A partire dal XIII secolo iniziarono a diffondersi le latrine a fossa (汲み取り便所?, kumitori benjo), dal momento che erano più facili da realizzare e consentivano anche il riciclo delle feci come fertilizzante. Tale soluzione era importante in un Paese dove il buddhismo e il vegetarianismo a esso associato tendevano a ridurre la dipendenza dal bestiame per quel che riguarda il nutrimento, anche se i prodotti del mare sono sempre stati una parte importante della dieta giapponese. A questo proposito, gli escrementi degli appartenenti alle classi più agiate venivano venduti a un prezzo più alto, dato che la loro dieta era migliore. Questa pratica divenne meno comune dopo la seconda guerra mondiale, sia per ragioni di sanità pubblica sia per la maggior diffusione dei fertilizzanti chimici. Storicamente il Giappone ha comunque avuto uno standard igienico più alto rispetto, per esempio, all'Europa. Infatti l'eliminazione regolamentata dei rifiuti umani era abbastanza estesa, mentre nel vecchio continente gli escrementi venivano semplicemente gettati nelle strade durante la maggior parte della storia antica.
Nella zona di Okinawa, il bagno era spesso adiacente al porcile, e i maiali venivano nutriti con i prodotti di scarto umani. Questa pratica andò in disuso dopo la seconda guerra mondiale.

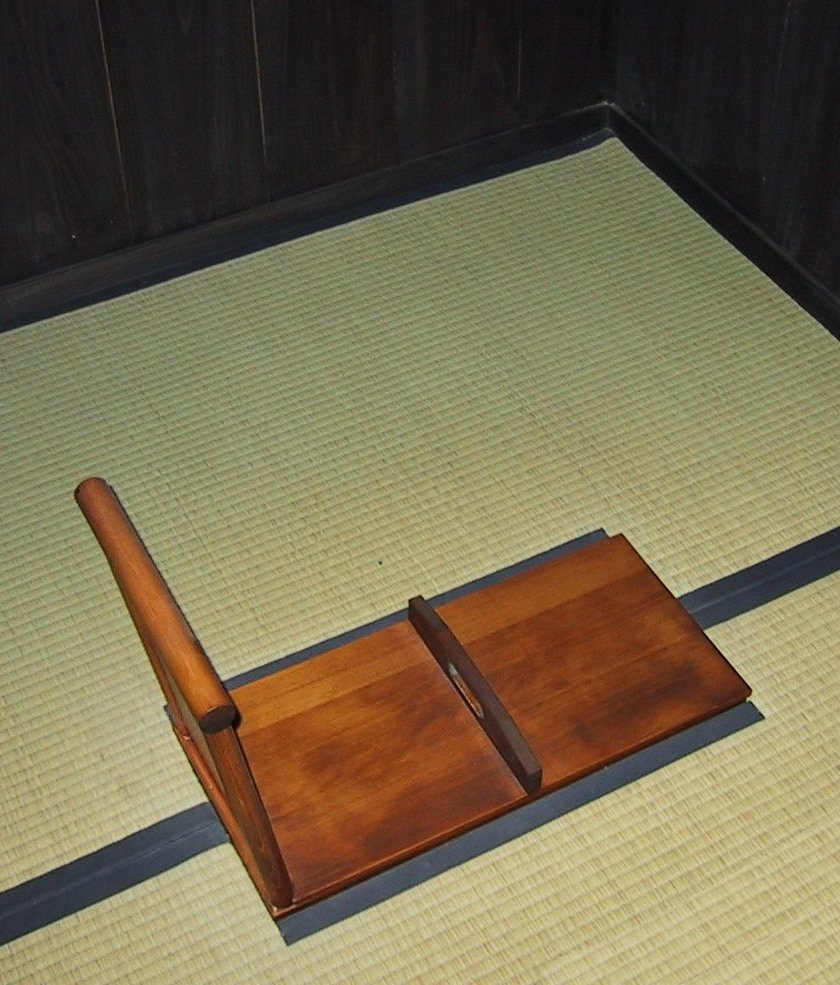
Una turca/latrina del periodo Meiji (1868-1912), appartenente a una famiglia giapponese benestante, nei pressi di Nakatsugawa

Durante il periodo Azuchi-Momoyama (1568-1600), un sistema di fossati adibiti a fognatura venne costruito attorno al castello di Osaka, e dopo essere stato ristrutturato è ancora funzionante e in uso. Durante il periodo Edo le regolamentazioni sanitarie più severe richiesero la costruzione di toilette a cabina collocate al di fuori delle abitazioni, a discapito di quelle realizzate vicino ai corsi d'acqua. L'uso delle moderne fognature cominciò nel 1861, con la costruzione del primo sistema fognario a Yokohama, cui seguì nel 1884 l'installazione delle prime tubature in mattoni e ceramica nel quartiere Kanda a Tokyo. Altri sistemi idraulici e di fognature furono costruiti dopo il grande terremoto del Kantō del 1923, al fine di evitare epidemie nel caso di ripetersi di eventi simili. La costruzione delle fognature aumentò comunque solo negli anni sessanta, per far fronte all'aumento dei rifiuti in seguito alla crescita della popolazione. Nel 2000 il 60% dei giapponesi era collegato a un sistema fognario, mentre nel 2013 questa percentuale raggiunse il 76,3%. In Giappone il 10 settembre è celebrato come il "giorno della fogna": durante la settimana che precede tale ricorrenza i palinsesti delle emittenti televisivi dedicano spazio all'informare il pubblico circa il ruolo delle opere di fognatura e l'importanza dello sviluppo fognario.
Agli inizi del XX secolo il Giappone si presentava quindi come un Paese arretrato dal punto di vista igienico-sanitario, e i vasi alla turca rappresentavano ancora la norma. I primi bagni e orinatoi come sono conosciuti in Occidente apparvero in questo periodo, anche se la loro diffusione aumentò solo dopo la seconda guerra mondiale per l'influenza dell'occupazione da parte degli Alleati. Alla richiesta esponenziale di questo tipo di sanitari, tuttavia, non corrispose un'adeguata organizzazione delle infrastrutture fognarie e perciò molti giapponesi si videro costretti a ripiegare sulle fosse settiche (浄化槽?, jōkasō), comuni soprattutto nelle aree rurali. Il cambiamento culturale nelle abitudini igieniche prese rapidamente piede, e nel 1977 la vendita di sanitari di tipo occidentale superò quella di latrine tradizionali, che purtuttavia non vennero del tutto sostituite ma rimasero diffuse in particolari ambienti. Basandosi sul water con bidet incorporato di provenienza statunitense, la più grande compagnia di accessori per bagno, la Toto, presentò nel 1980 il suo "Washlet", che, favorito da una buona campagna pubblicitaria e dal fatto di rispondere ad aumentati criteri di igiene e pulizia, arrivò tra la fine del XX e gli inizi del XXI secolo a diffondersi nella maggior parte delle case giapponesi; da allora le compagnie nipponiche producono i più moderni sanitari ad alta tecnologia al mondo.

## Terminologia

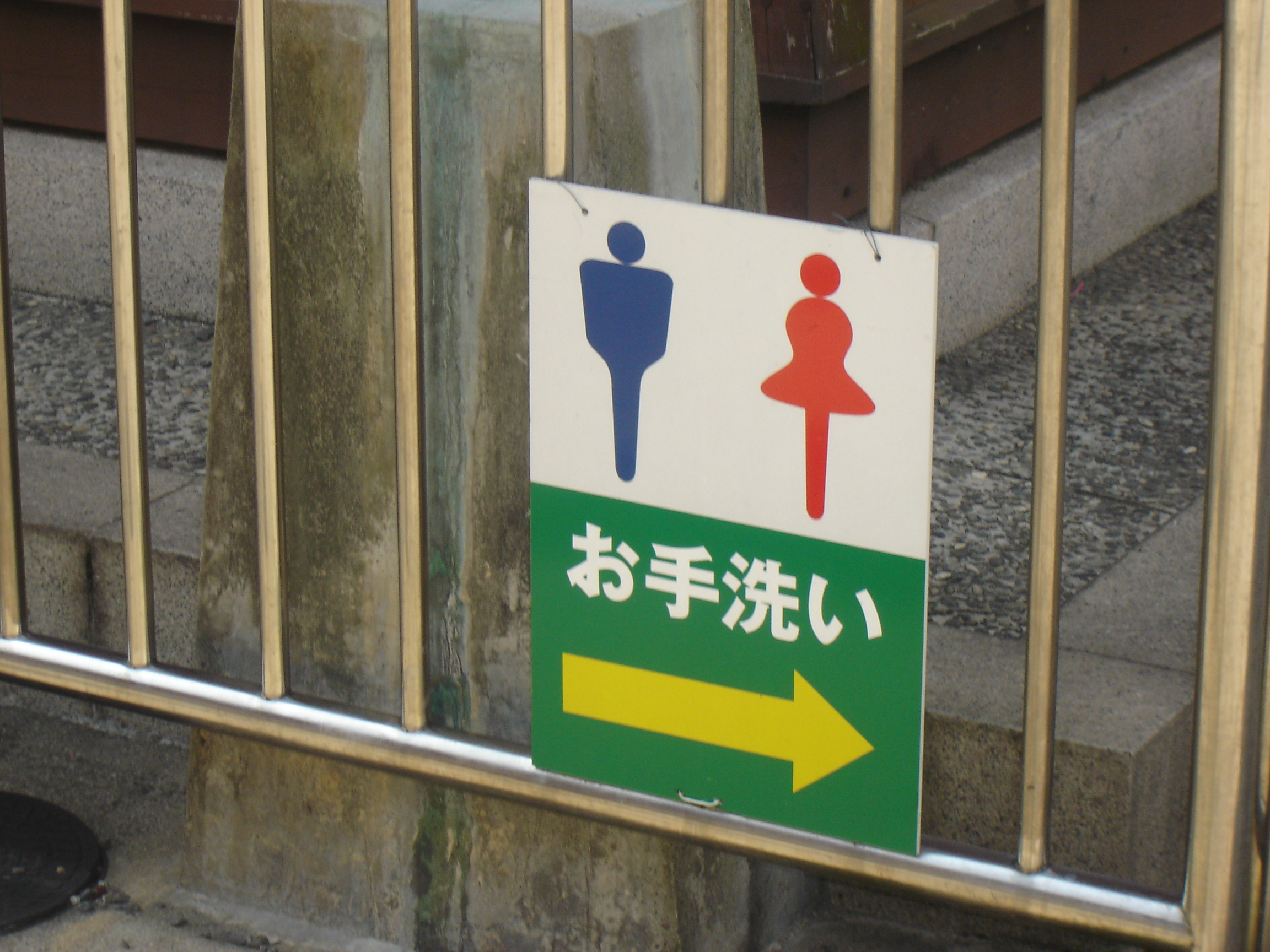
Un cartello che segnala la presenza di una toilette. La scritta recita «otearai» (お手洗い).

I sanitari e le stanze che li contengono sono indicati in giapponese in svariati modi. Il nome più comune è toire (トイレ?), abbreviazione di toiretto (トイレット?), pronuncia giapponese della parola inglese toilet. Le due parole sono sinonimi e possono indicare sia il water in sé sia la stanza dove questo si trova.
Tra i molti altri nomi per le stanze o altre strutture che contengono sanitari, il più comune è otearai (お手洗い?  letteralmente "posto in cui lavare le mani"). In effetti, otearai si riferisce al lavandino ed è una semplice traduzione della parola inglese usata in questi casi, lavatory. È un eufemismo, simile al modo di dire americano bathroom, che si riferisce però letteralmente a una stanza con una vasca. È abbastanza comune vedere sui simboli/indicazioni di hotel e ristoranti la scritta keshōshitsu (化粧室? in inglese powder room, letteralmente "stanza della cipria/polvere" intesa come trucco femminile, una definizione ricalcata dall'inglese) che accompagna il pittogramma della toilette pubblica. Altra definizione è benjo (便所? letteralmente "posto degli escrementi" oppure "posto comodo"), anche se questa è una parola considerata sconveniente in pubblico, può essere usata in un ambiente familiare, soprattutto tra uomini. Il giapponese ha molte altre parole per definire i luoghi riservati alle funzioni corporali, ad esempio kawaya (厠?), habakari (憚り?), setchin (雪隠?), chōzu (手水?) o gofujō (ご不浄?), quest'ultima usata soprattutto dalle donne anziane.
La tazza del water (ossia il vaso sanitario, il ricettacolo inserito nel pavimento o la cisterna dell'acqua) viene anche chiamata benki (便器? letteralmente "congegno per le feci"). L'asse del water è detta benza (便座? "sedile per gli escrementi"). Un vaso da notte, sia per i bambini che per gli anziani o gli infermi/malati, si chiama omaru (おまる?). La carta igienica è chiamata toirettopēpā (トイレットペーパー? dall'inglese toilet paper) o chiri-gami (ちり紙?).
La Japanese Toilet Association celebra un'ufficiosa "giornata della toilette" il 10 novembre, per il semplice motivo che in Giappone i numeri 11/10, per il mese e il giorno, si possono leggere ii-to(ire), che significa anche "buon bagno/toilette".

## Tipi di toilette

### Latrine giapponesi tradizionali

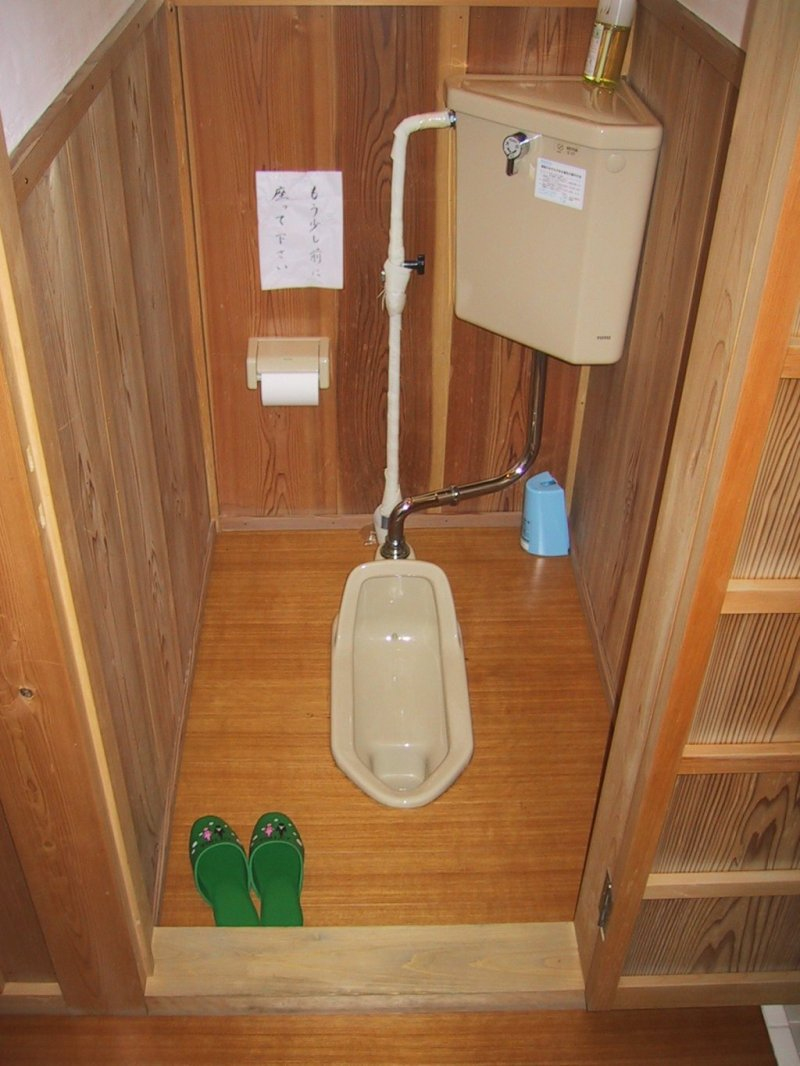
Una moderna washiki con ciabatte da bagno. La scritta a sinistra del tubo verticale recita: «per favore, (accucciati) un po' più vicino».

La tradizionale toilette in stile giapponese (和式?, washiki) è una turca, conosciuta anche nel mondo anglofono con il nome di "toilette asiatica", dal momento che questa progettazione è comune in tutta l'Asia. Questo tipo di bagno fu introdotto in Giappone nel periodo Heian (794-1185) ed è ancora utilizzato in molti ambienti pubblici o tradizionali, quali ryokan, templi, scuole, parchi, stazioni ferroviarie e treni. Si tratta essenzialmente di un orinatoio di porcellana ruotato di 90° e incassato nel pavimento, sul quale l'utente si accovaccia rivolgendosi con lo sguardo nella direzione del cupolino semisferico rialzato, detto kinkakushi (金隠し?). I rifiuti vengono raccolti da un trogolo poco profondo e convogliati in un serbatoio e infine nel sistema fognario tramite l'acqua scaricata da uno sciaquone. Questo è spesso di due tipi, piccolo o grande, che si differenziano per la quantità d'acqua usata.
Chi non è abituato a mantenere la posizione accovacciata, o uno straniero in visita in Giappone, può trovare difficoltà nell'utilizzare le toilette tradizionali giapponesi. Durante l'espletazione dei bisogni, infatti, è importante mantenere l'equilibrio, e molti utenti sono soliti aggrapparsi al tubo di scarico o alle apposite maniglie ai lati della latrina, laddove presenti, per avere una maggiore stabilità. Per evitare qualsiasi altra situazione spiacevole, un'altra strategia comune utilizzata dagli stranieri è quella di spogliarsi completamente la parte inferiore del corpo e appendere gli abiti su un gancio prima di assumere la posizione. Fino al periodo Meiji (1868-1912) e all'introduzione dell'abbigliamento in stile occidentale, la parte rialzata della latrina aveva proprio lo scopo di evitare questo tipo di incidenti, impedendo che gli indumenti si sporcassero.

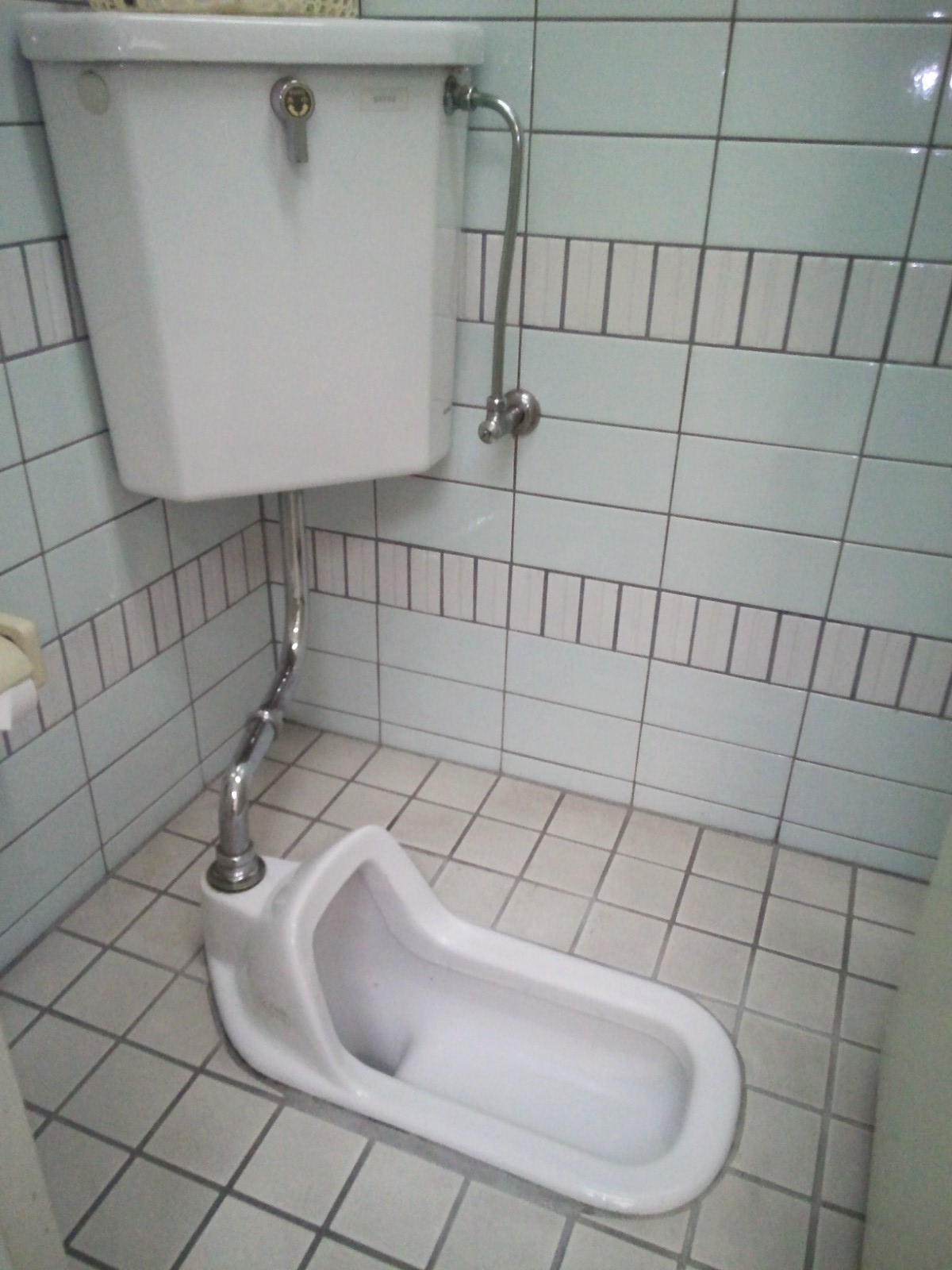
Altro esempio di toilette tradizionale giapponese

I vantaggi attribuiti a questo tipo di sanitari sono che sarebbero più facili da pulire e che, come tutti i bagni alla turca, il loro uso abituale apporterebbe alcuni benefici per la salute. Inoltre le toilette in stile giapponese sono meno care da produrre, consumano una quantità d'acqua inferiore a ogni risciacquo rispetto ai wc e, vista la mancanza di un diretto contatto con un sedile, alcuni le ritengono più igieniche. Ad ogni modo, il contatto con l'asse non è un rischio reale per la salute e la turca può produrre degli schizzi che rischiano di colpire le gambe o i piedi dell'utente stesso, anche se la mancanza d'acqua minimizza il rischio di spruzzi di ritorno durante la defecazione. Comunque, dal momento che i prodotti dell'escrezione rimangono esposti all'aria fino al momento in cui si tira lo sciacquone, producono comunemente degli odori più forti di ciò che farebbero se fossero ricoperti subito dall'acqua come in un vaso sanitario, e questo è un effetto che è sovente possibile notare all'interno o nelle vicinanze di un bagno giapponese. A questo proposito, un sondaggio condotto dalla Kobayashi Pharmaceutical nel 2012 ha rivelato che il 61,9% degli studenti giapponesi delle scuole elementari ha avuto una spiacevole esperienza con il tradizionale gabinetto giapponese. La causa della riluttanza a utilizzare la turca sarebbe, oltre all'imbarazzo, proprio la maleodoranza caratteristica di questo tipo di toilette.

### Wc di tipo occidentale

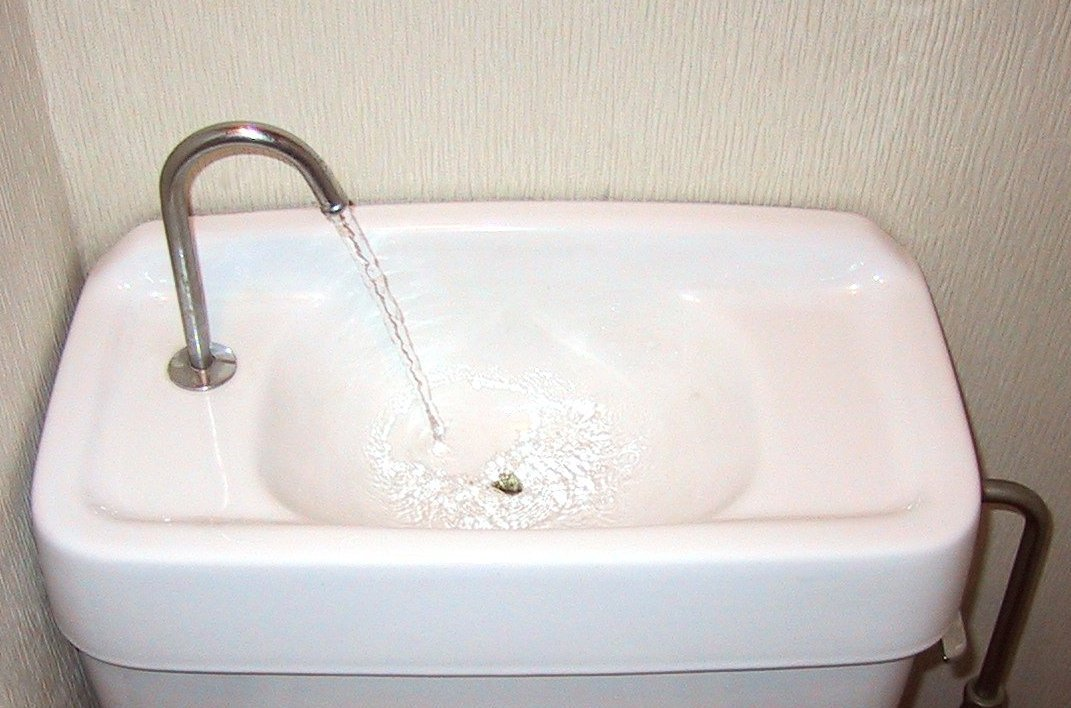
La vaschetta di questo water con sciacquone di tipo occidentale permette di risparmiare acqua riutilizzando quella usata per il lavaggio delle mani per lo scarico successivo

La normale toilette con sciacquone usata in tutto il mondo è conosciuta in Giappone come toilette di "tipo occidentale" (洋式?, yōshiki). Questo tipo di sanitario, insieme a quello ad alta tecnologia, è più comune nelle abitazioni giapponesi rispetto alle toilette tradizionali, anche se negli appartamenti più vecchi si possono ancora trovare degli adesivi che spiegano il modo corretto di utilizzarle. Sebbene la maggior parte degli edifici pubblici più vecchi, come alberghi, templi e stazioni sia munita solo di washiki, i giapponesi nelle loro case preferiscono sedersi. Mantenere una posizione accovacciata a lungo, infatti, può risultare troppo affaticante o scomodo, soprattutto per gli anziani. A tal proposito sono diffusi degli adattatori per convertire le toilette in stile giapponese in vasi sanitari o in wc ad alta tecnologia.
In Giappone molti sanitari con sciacquone di tipo occidentale dispongono di funzioni di risparmio idrico, come ad esempio la possibilità di scegliere la quantità d'acqua destina al risciacquo. Altre sono dotate di un sistema di riconoscimento delle acque reflue, che permette la separazione degli escrementi da minzione da quelli da defecazione, facilitando così il loro trattamento in un impianto di depurazione. Non è raro inoltre trovare toilette equipaggiate di un lavello posto al di sopra della vaschetta che permette di recuperare l'acqua usata durante il lavaggio delle mani e di riutilizzarla per lo scarico successivo.

### Wc giapponesi ad alta tecnologia

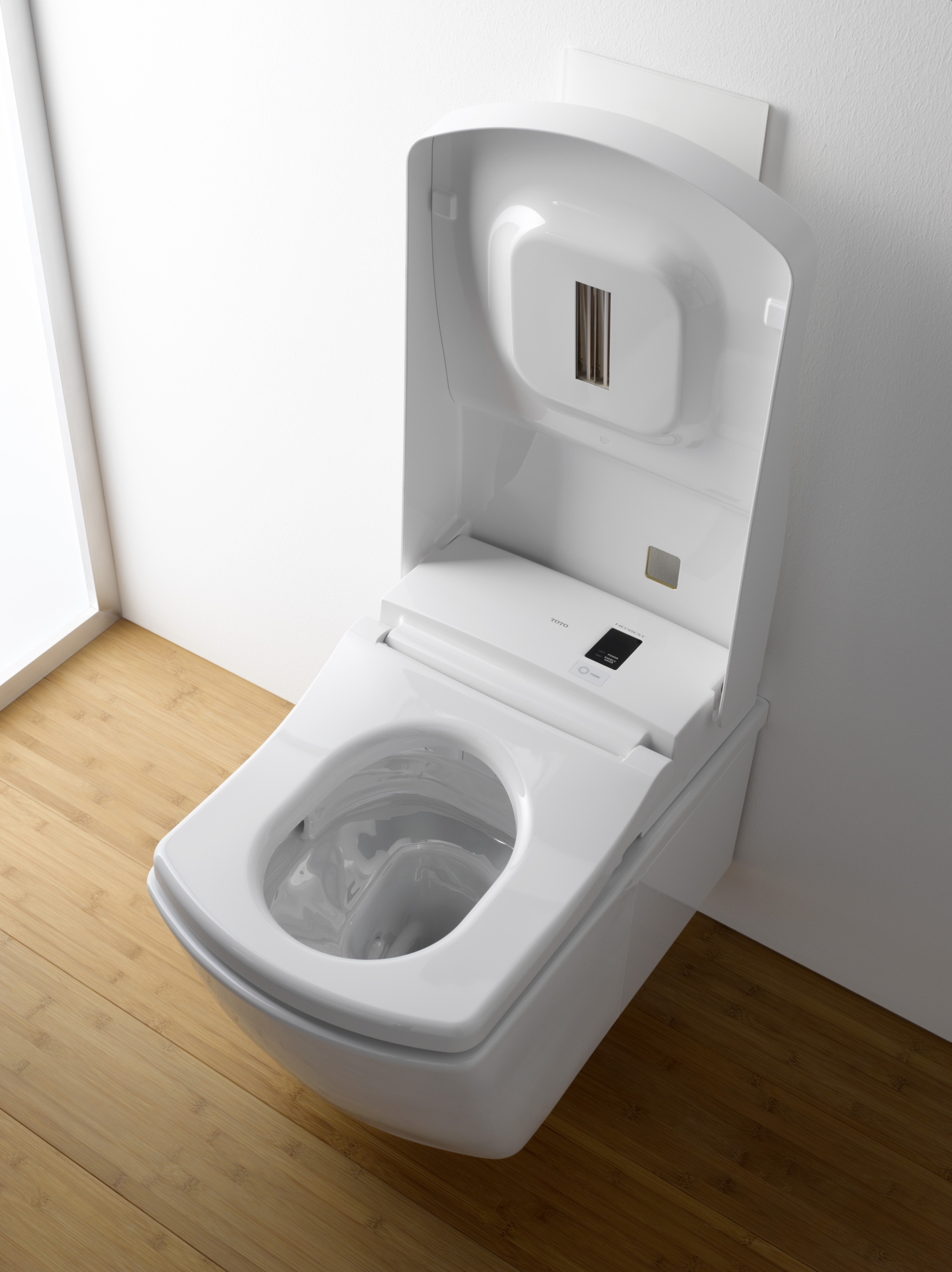
Un moderno sanitario di tipo washlet

I wc con bidet integrato sono noti in Giappone con il nome di washlet (ウォシュレット?, woshuretto, dalle parole inglesi wash e toilet) o onsui senjō benza (温水洗浄便座? "sedile pulente con acqua calda"). Questi sanitari ad alta tecnologia sono stati introdotti in Giappone sul finire degli anni sessanta a emulazione di modelli statunitensi preesistenti, ma è solo a partire dal 1980, quando la Toto lanciò sul mercato la serie "Washlet" che iniziarono a diffondersi maggiormente. Da allora il nome del prodotto è usato in riferimento a tutti i wc giapponesi ad alta tecnologia, indipendentemente dal produttore. Negli anni seguenti infatti si sono aggiunte altre aziende specializzate in prodotti elettronici che hanno iniziato a produrre washlet, quali la Sanyo, la Panasonic, la Toshiba e la Hitachi, sebbene la Toto abbia sempre mantenuto una posizione di egemonia sul mercato, seguita dalla Inax. Dopo un inizio in sordina i wc ad alta tecnologia hanno conosciuto un enorme successo nel Paese, tanto che il numero delle famiglie giapponesi che ne possiede uno all'interno della propria abitazione è in costante aumento, raggiungendo il 14% nel 1992, il 52% nel 2003 e l'80% nel 2018, mentre al di fuori dei confini del Giappone la loro diffusione è ancora limitata.
Nonostante d'aspetto sia simile a un normale sanitario di tipo occidentale, il washlet ha numerosi optional a cui è possibile accedere attraverso l'uso di un telecomando o per mezzo di un pannello di controllo che può essere installato al fianco del sanitario stesso o su una vicina parete, spesso con un collegamento senza fili per trasmettere i comandi al sedile. La comodità più diffusa è il bidet integrato che consiste in un ugello della grandezza di una matita il quale, uscendo da sotto l'asse, emette un getto di acqua calda per l'igiene intima. Ha generalmente due modalità di pulizia: una per l'ano e una per i genitali. In nessun momento dell'uso l'ugello tocca il corpo dell'utente, e dopo ogni utilizzo si autopulisce. Il getto d'acqua è spesso collegato a un sensore di pressione sul sedile stesso, che ne consente l'accensione solo in caso di effettivo utilizzo del bidet: questo per ovviare agli inconvenienti con i primi modelli, quando molti curiosi premevano il tasto che attiva l'opzione lavaggio per vederne o capirne il funzionamento, e prontamente ricevevano uno spruzzo d'acqua in viso.

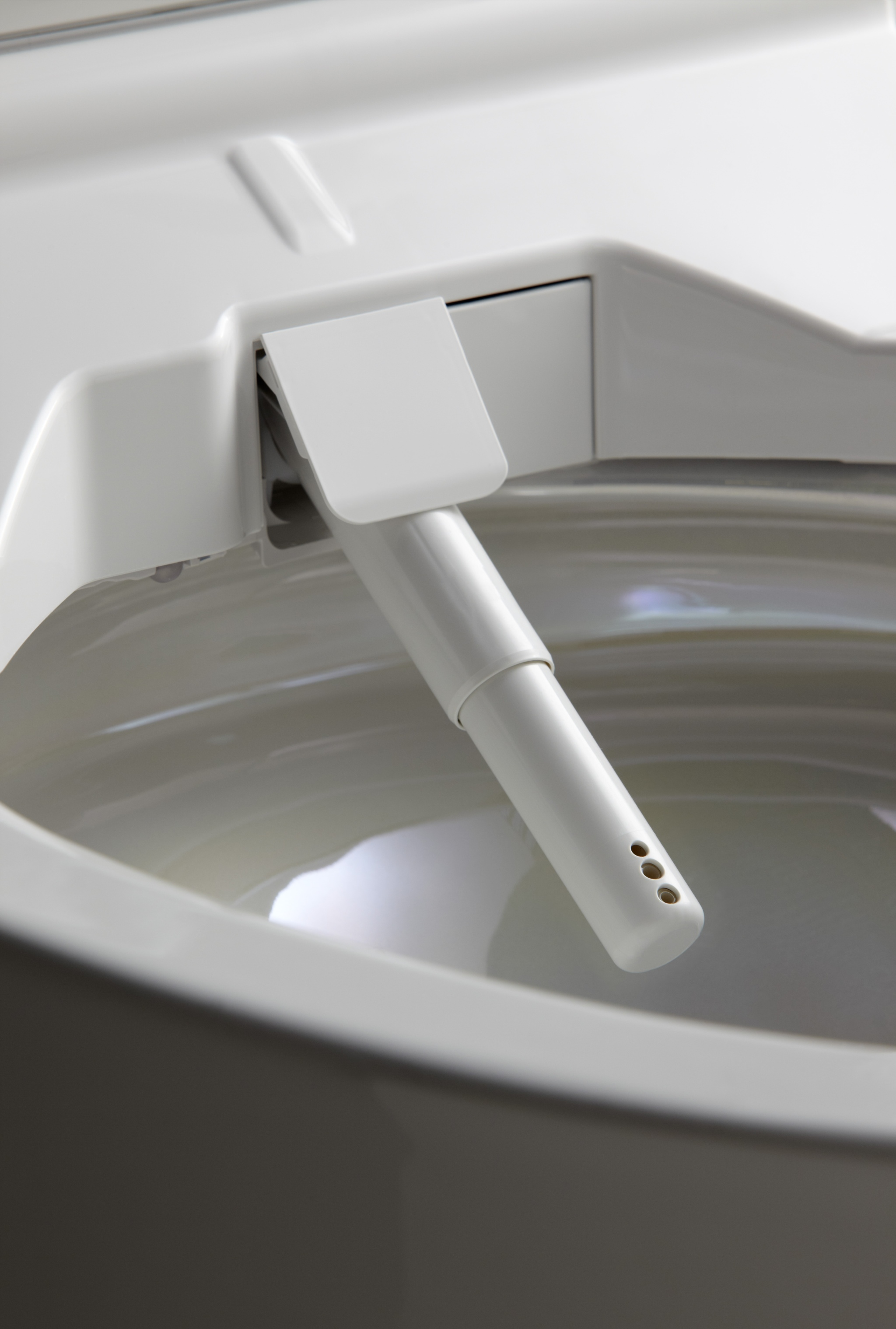
L'ugello per l'igiene intima

Nella maggior parte dei wc ad alta tecnologia si possono selezionare la posizione dei getti e la pressione dell'acqua a seconda delle preferenze dell'utente, nonché la temperatura della stessa. Secondo uno studio l'impostazione preferita dalla maggior parte dei clienti è di 38 °C, ovvero una temperatura leggermente superiore a quella del corpo umano. I getti possono essere anche vibranti o pulsanti e i produttori di questo tipo di sanitari dichiarano che ciò può essere d'aiuto in caso di costipazione o emorroidi. Tali qualità benefiche sono tuttavia oggetto di dibattito, poiché alcuni studiosi affermano che l'uso frequente o prolungato di questa specifica funzione possa interferire con la capacità di auto-evacuazione dell'utente, causando problemi di costipazione ancora maggiori; un utilizzo eccessivo contribuirebbe inoltre ad abbassare le difese immunitarie della zona intorno al retto anale, esponendo la pelle a possibili infiammazioni e irritazioni.
All'azione pulente dell'acqua è integrato anche un asciugatore ad aria, in quanto le funzioni installate nei sanitari di tipo washlet sono pensate per sostituire completamente la carta igienica. Tale funzione è personalizzabile secondo i gusti dell'utente, il quale può scegliere per il getto d'aria una temperatura compresa tra i 40 e i 60 °C. Alcuni modelli progettati specificatamente per gli anziani sono dotati di braccioli e automatismi che aiutano a riprendere la posizione eretta dopo l'uso. Per evitare contatti diretti tra mani e sanitario, una funzione consente di alzare il coperchio e/o l'asse del water premendo un tasto, mentre nei modelli più recenti un sensore di movimento rileva la presenza di qualcuno davanti alla tazza del water, e ne alza automaticamente il solo coperchio, se la persona dà le spalle al sanitario, o il coperchio e l'asse, in caso si stia guardandolo. Una funzione permette inoltre di diminuire la velocità del coperchio nella chiusura, in modo che si chiuda con un movimento controllato ed eviti rumori; in alcuni modelli il coperchio si chiude automaticamente una volta passato un certo lasso di tempo dal risciacquo.

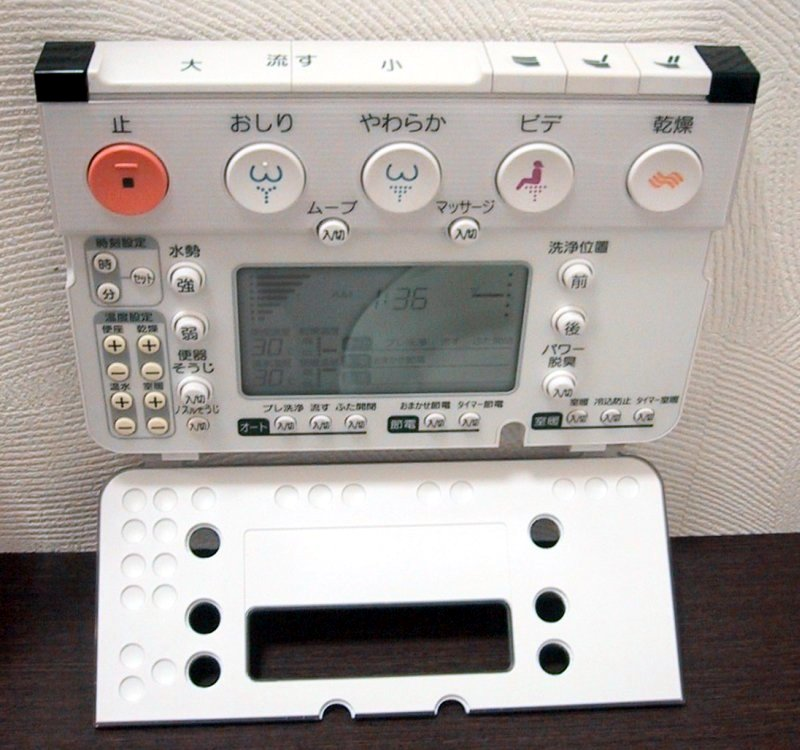
Il pannello di controllo di un washlet

Il sedile riscaldato è una caratteristica molto comune, diffusa anche nei wc non dotati di bidet: nelle abitazioni sprovviste di riscaldamento centralizzato, come spesso sono quelle nipponiche, esso diviene un oggetto di grande importanza. Una modalità di risparmio energetico permette inoltre il riscaldamento dell'asse solamente negli orari in cui è probabile che questo venga utilizzato, sulla base di dati personalizzabili. Questa funzione è stata introdotta poiché i washlet sono accusati di consumare una quantità eccessiva di elettricità. D'altro canto, grandi sforzi sono stati profusi per diminuire il consumo di acqua impiegata per lo scarico, passando da 22 litri ai 3,8 dei modelli più avanzati; ciò ha portato all'ulteriore vantaggio di ridurre le dimensioni del serbatoio e di rendere i washlet più compatti e meno ingombranti. Alcuni modelli possono illuminarsi al buio, essere dotati di aria condizionata, di sistemi deodoranti o di eliminazione rapida degli odori, di meccanismi di autopulizia che aiutano a mantenere il sanitario igienizzato, o di dispositivi che, emettendo effetti sonori e musica di sottofondo, permettono di coprire i rumori causati dalle funzioni corporali.
Dall'inizio degli anni duemila i ricercatori hanno aggiunto a questi sanitari anche dei sensori medici, atti a misurare il livello di glucosio nelle urine, oltre che le pulsazioni cardiache, la pressione sanguigna e la percentuale di grasso corporeo dell'utente. Gli studiosi inoltre puntano a ricavare tali dati senza interferire con la vita quotidiana dell'esaminato, inviandoli automaticamente tramite internet a uno studio medico o a un computer, ed erogare così le cure più adatte alla situazione dell'utente/paziente senza la necessità di una visita medica diretta. Un'innovazione presente nei modelli più avanzati è la possibilità di azionare e controllare il sanitario via bluetooth tramite un'applicazione mobile. Un washlet che si possa guidare con comandi vocali è ancora in fase di studio, mentre è sul mercato una versione portatile, che deve essere alimentata a batteria e riempita d'acqua calda prima dell'uso.

### Orinatoi e vespasiani

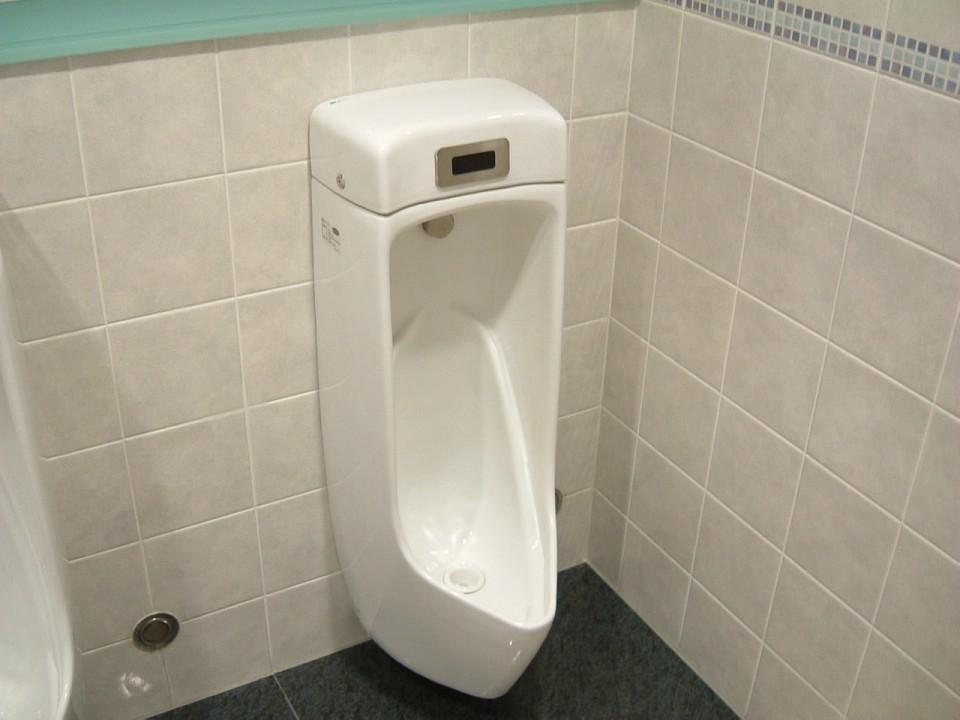
Un moderno orinatoio giapponese

In Giappone gli orinatoi (小便器?, ko benki) sono simili a quelli nel resto del mondo, e vengono utilizzati nelle toilette pubbliche maschili.
Prima e durante il periodo Meiji gli orinatoi erano solitamente fatti in ceramica o in legno, con questi ultimi sovente fissati alla parete della stanza. Per neutralizzare gli odori venivano utilizzati rami di arbusti profumati. Erano comunemente utilizzati sia dagli uomini sia dalle donne; essendo il kimono tradizionalmente indossato senza biancheria intima, le donne necessitavano solamente di sollevarlo e, alzando leggermente il bacino, potevano dirigere l'urina direttamente nell'urinale. Questa pratica è però andata scomparendo durante il XX secolo, nel periodo in cui le donne giapponesi hanno adottato l'abbigliamento in stile occidentale. Gli orinatoi femminili hanno avuto un piccolo revival tra il 1951 e il 1968, quando la Toto ne produsse una serie a forma di cono installato nel pavimento. Ciò nonostante questi orinatoi non sono mai stati molto popolari, e ne sono rimasti solo pochi esemplari.
Nei moderni orinatoi giapponesi la funzione di pulitura del sanitario è progettata in modo da ridurre al minimo il consumo d'acqua, garantendo tuttavia un'igiene adeguata. Un sistema di risciacquo automatico provvede a erogare ciclicamente la quantità d'acqua sufficiente alla pulizia, anche in assenza di utilizzo del sanitario. In alcuni bagni pubblici sono inoltre installati degli orinatoi interattivi dotati di minigiochi, cui l'utente partecipa moderando la pressione e la direzione del flusso della propria urina.

## Accessori

### Otohime

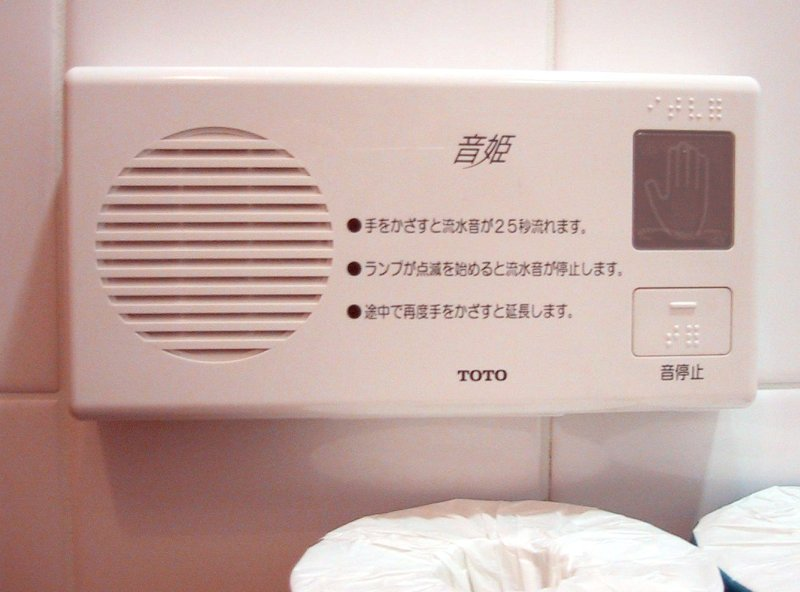
Una otohime installata all'interno di una toilette per signore

Molte donne giapponesi sono imbarazzate al pensiero che qualcun altro le possa udire mentre utilizzano la toilette (una condizione conosciuta anche come urofobia); per nascondere il rumore provocato dalle funzioni corporali, usano allora continuamente lo sciacquone mentre si trovano in bagno, sprecando in questo modo enormi quantità d'acqua. Tale pratica risale al periodo Edo, quando le donne benestanti erano solite riempire e svuotare un vaso in modo da attutire il rumore prodotto dalle funzioni corporali con quello dell'acqua. Dal momento che le campagne educative promosse per scoraggiare quest'abitudine si sono rivelate infruttuose, durante gli anni ottanta è stato introdotto un congegno che riproduce il suono dell'acqua che scorre senza che ce ne sia l'effettivo spreco. Un nome commerciale per questo apparecchio è otohime (音姫?), dal significato letterale di "principessa del suono", nome derivato dalla figura omonima in un popolare racconto giapponese. Il dispositivo è installato nella maggior parte delle toilette pubbliche femminili di nuova costruzione, e si è cominciato a impiantarlo anche in molte toilette preesistenti, sia in Giappone sia in altri paesi asiatici come la Corea del Sud.
L'otohime può essere uno strumento a batteria separato dal sanitario in sé e applicato a un muro vicino, oppure incluso nel washlet stesso. Si attiva premendo un pulsante, o passando la mano davanti a un sensore di movimento. Quando è acceso, produce un suono di acqua che scorre simile a quello dello sciacquone, e si stima che ciò consenta il risparmio di venti litri d'acqua a ogni utilizzo. Dagli anni dieci del XXI secolo è stata lanciata sul mercato una versione portatile del prodotto, che ha riscosso un certo successo anche tra gli uomini. Ciò nonostante alcune donne ritengono che l'otohime suoni artificiale, e preferiscono continuare a far scorrere l'acqua come facevano in precedenza, invece che coprire i suoni con quelli registrati.

### Ciabatte da bagno

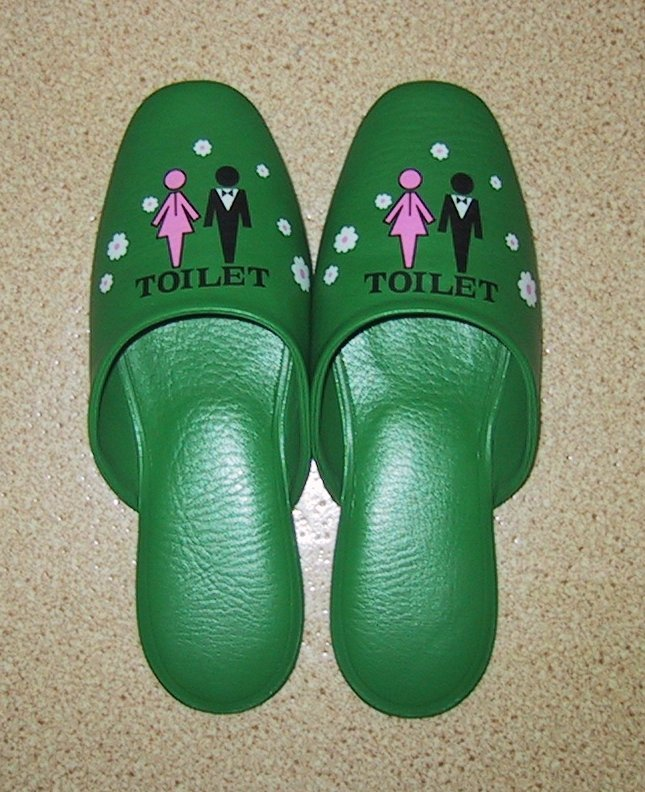
Un paio di ciabatte per toilette

Nella cultura giapponese vi è la tendenza a dividere le aree considerate "pulite" da quelle "non pulite", e si cerca di mantenere minimo il contatto tra di esse. Ad esempio, l'interno di un'abitazione è considerato un'area pulita, mentre l'esterno è ritenuto non pulito; per riuscire a mantenere le due aree separate, quindi, ci si toglie le scarpe prima di entrare in casa, in modo che esse non tocchino l'area pulita all'interno. Storicamente, le toilette erano all'esterno delle case, e per recarvisi era necessario indossare delle calzature. Anche se oggigiorno le stanze da bagno sono all'interno delle abitazioni e le condizioni igieniche sono notevolmente migliorate, la toilette è ancora considerata un'area poco pulita. Per limitare al minimo il contatto tra il pavimento del bagno e il resto della casa, molte abitazioni private (ma anche toilette pubbliche) dispongono di "ciabatte da bagno" (トイレスリッパ?, toire surippa) davanti alla porta della toilette, da usare esclusivamente al suo interno e da togliere una volta usciti; in questo modo si indica anche se il bagno è in quel momento occupato. Le ciabatte, il cui utilizzo deriva proprio dall'usanza di indossare delle scarpe per raggiungere una toilette esterna, possono essere semplici ciabatte in gomma, oppure decorate con personaggi di anime per i bambini, o in pelliccia, in caso di modelli particolarmente lussuosi. Un errore frequente degli stranieri è proprio quello di dimenticarsi di toglierle dopo essere stati in bagno, e usarle quindi inconsciamente in una zona pulita.

## Toilette pubbliche

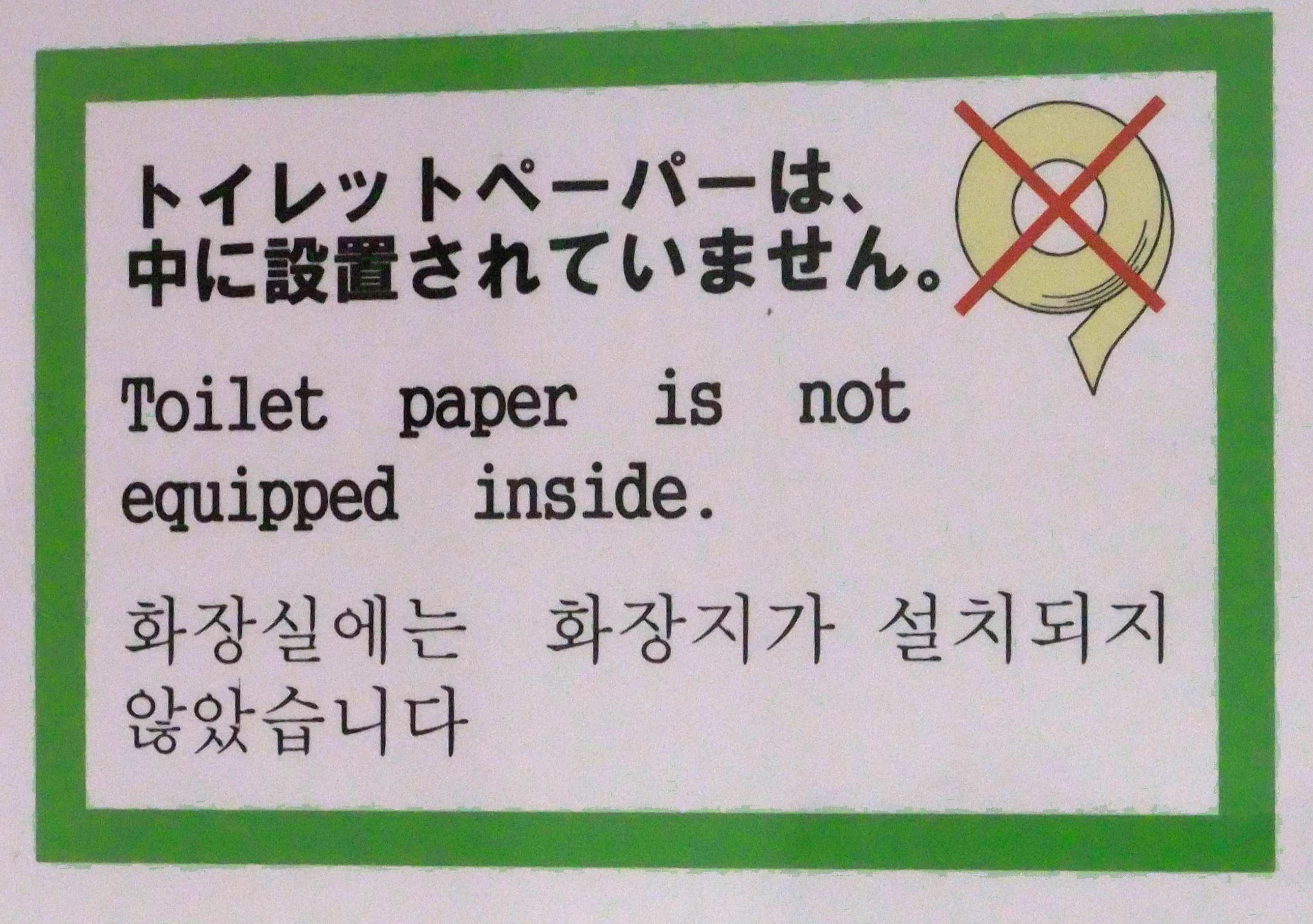
Cartello che segnala la mancanza di carta igienica all'interno di una toilette pubblica della stazione di Kyoto

Le toilette pubbliche (公衆トイレ?, kōshū toire) in Giappone sono diffuse e ben distribuite sul territorio. Si possono trovare nei centri commerciali, nei supermercati, nelle librerie, nei negozi, nei parchi e in gran parte delle stazioni ferroviarie. Sono spesso dotate di servizi igienici in entrambi gli stili, anche se alcuni vecchi impianti potrebbero avere soltanto servizi igienici in stile giapponese, mentre le strutture più recenti potrebbero contenere solo sanitari in stile occidentale.
La carta igienica non sempre è presente, motivo per cui i giapponesi sono soliti portare con sé dei fazzoletti di carta da usare all'occorrenza. Sfruttando il fatto che la mancanza di carta igienica sia un fatto piuttosto comune nelle toilette pubbliche e che pertanto i giapponesi siano tendenzialmente propensi ad accettare fazzoletti per quest'eventualità, varie aziende nipponiche si fanno pubblicità distribuendo a titolo gratuito dei pacchetti di fazzoletti con il loro logo. In alternativa è possibile acquistare la carta igienica nei numerosi distributori automatici presenti nel Paese. In molti bagni pubblici, inoltre, non sono disponibili né il sapone per lavarsi le mani né gli asciugamani, quindi spesso i giapponesi portano con sé anche del disinfettante per tali usi. Alcune toilette pubbliche più moderne sono invece dotate di svariati accessori, come carta igienica, washlet, asciugamani elettrici, distributori di salviette per la pulizia degli smartphone o di disinfettanti per l'asse del water. Abbastanza diffusi sono anche bagni adibiti ad accogliere portatori di handicap o persone anziane, che sono generalmente in stile occidentale e possiedono servizi come seggiolini e lettini dove i genitori possono agevolmente cambiare i pannolini ai propri figli.

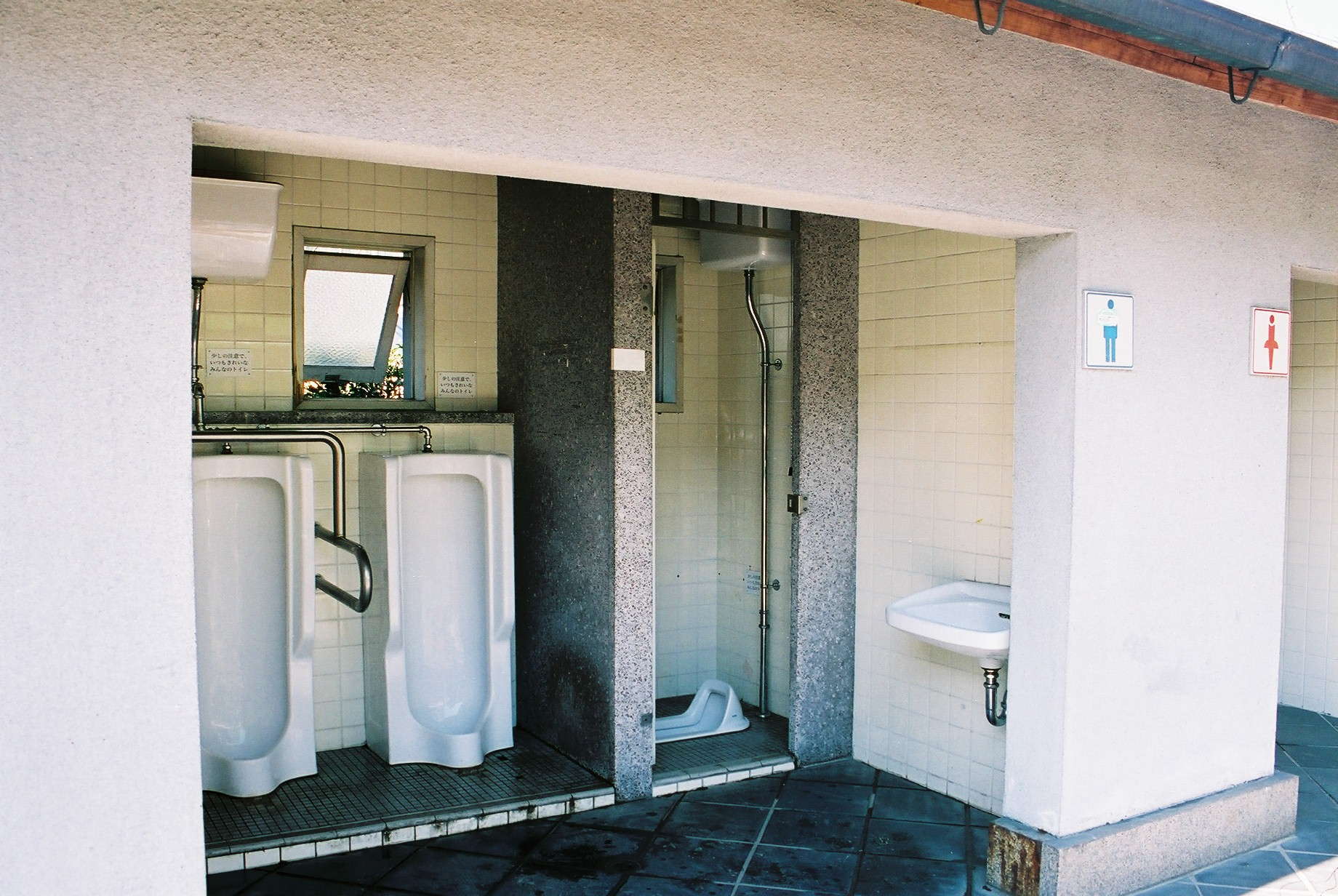
Esempio di come le toilette pubbliche maschili giapponesi siano spesso sprovviste di porte o separé

In Giappone è consuetudine imbattersi in toilette pubbliche per uomini sprovviste di porte, nelle quali gli orinatoi e gli utenti che espletano i propri bisogni sono perfettamente visibili. Questo è possibile in quanto i giapponesi sono piuttosto disinibiti per quanto riguarda l'orinare in pubblico e, quindi, un bagno pubblico senza separé e porte è considerato perfettamente convenzionale. Questa usanza pare risalire al periodo Edo, a quando gli agricoltori erano soliti posizionare nelle strade delle vasche di legno poco profonde atte a raccogliere gli escrementi dei passanti, i quali venivano successivamente usati come fertilizzante per i campi. Tale pratica fu abbandonata quando le regolamentazioni sulla salute pubblica divennero più rigorose e con la costruzione delle prime toilette pubbliche nel 1872. Anche i bagni unisex sono molto diffusi, ma in questo caso le cabine sono generalmente dotate di porte e, per educazione, è preferibile bussare per assicurarsi che nessuno stia utilizzando il servizio. Secondo un sondaggio effettuato a Minato e in altre aree densamente popolate del Paese gli utenti delle toilette pubbliche giapponesi sarebbero comunque quasi esclusivamente di sesso maschile.

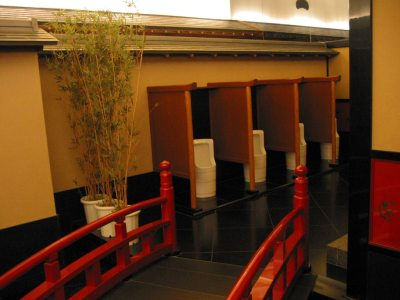
L'interno di una toilette pubblica di un hotel di Tokyo

Dal 1985 la Japan Toilet Association si occupa della manutenzione delle toilette pubbliche giapponesi e porta avanti una campagna in accordo con le amministrazioni locali, altre organizzazioni e privati al fine di migliorare le condizioni igieniche, il design e l'attrattiva di queste strutture. Per questo nel Paese è possibile trovare toilette dalle architetture inusuali e fantasiose, talora fonte di richiamo per i turisti. Ciononostante i bagni pubblici in Giappone sono spesso identificati con il termine gokei o "5K", ovvero cinque aggettivi che iniziano con la lettera K usati dai media nipponici per descrivere qualcosa di estremamente negativo, e che in questo caso equivarrebbero a kitanai (汚い? "sporco"), kusai (臭い? "puzzolente"), kurai (くらい? "buio"), kowai (怖い? "spaventoso") e kowareteiru (壊れている? "rotto"). La qualità media, comunque, può variare sensibilmente a seconda dell'ubicazione: per esempio le toilette delle stazioni molto grandi e frequentate che si trovano nelle grandi città possiedono generalmente uno standard qualitativo maggiore rispetto a quelle delle stazioni più piccole e con un minore afflusso di utenti.
In vista dei Giochi olimpici del 2020, il governo giapponese ha incentivato la sostituzione dei vasi sanitari in stile tradizionale presenti in molti dei bagni pubblici del paese con quelli di tipo occidentale, in modo da soddisfare le esigenze dei turisti stranieri. Verrà inoltre installato almeno una bagno gender free in sette delle undici sedi designate per le gare, andando così incontro alle necessità di persone non autosufficienti e transgender. Le toilette delle scuole giapponesi hanno invece beneficiato di un profondo restyling nell'estate del 1999, e dagli anni duemila in alcune di esse è iniziata l'installazione dei wc con bidet integrato.

## Aspetti culturali

### Differenze culturali con l'Occidente
L'uso del bagno in Giappone è intimamente connesso al concetto di pulizia, che nella cultura giapponese riveste un ruolo fondamentale. Alcuni termini che significano "pulito", infatti, possono essere utilizzati anche per descrivere la bellezza: ad esempio la parola kirei (奇麗?) può essere tradotta come "carino", "bello", "pulito", "giusto" o "ordinato". I giapponesi tengono molto alla loro igiene personale, alla pulizia della casa, delle loro scuole, del posto di lavoro e degli spazi pubblici, e sono orgogliosi di poter dare il loro contributo a mantenere questi ambienti lustri e ordinati. Ciò si riflette ad esempio nella pratica degli studenti di pulire la scuola dopo le lezioni o nel fatto che non considerano le mansioni legate alla pulizia dei bagni umilianti o denigratorie, per cui, a differenza di altri Paesi ricchi dove questi incarichi sono spesso affidati a forza lavoro straniera e poco qualificata, in Giappone vengono svolti solitamente dagli stessi giapponesi. Questa cultura del pulito, che affonda le radici nella tradizione shintoista e buddhista del Paese, può servire a spiegare sia il continuo successo dei bagni alla turca, in quanto esenti da ogni tipo di contatto fisico, sia l'ascesa dei wc ad alta tecnologia con bidet integrato. Vi è anche un ampio mercato per i deodoranti e purificanti per l'aria, utili a diffondere una fragranza piacevole nell'ambiente. Inoltre in molte abitazioni i sanitari sono, quando possibile, in stanze separate da quelle dedicate all'igiene del corpo (風呂場?, furoba), e da quelle adibite alla pulizia del viso, delle mani e dei denti (洗面所?, senmenjo), sempre per la succitata questione culturale della separazione tra pulito e non pulito.

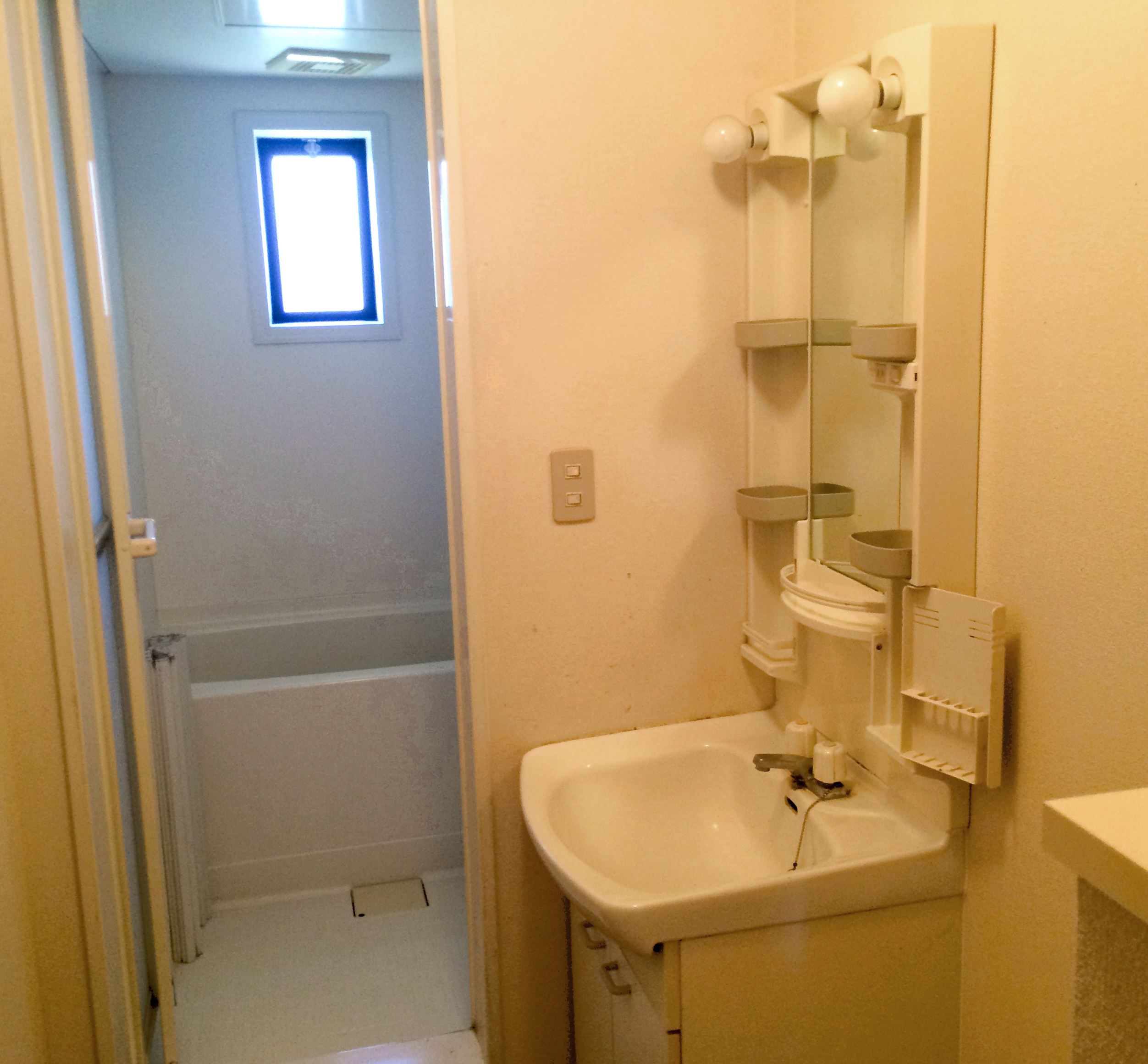
Nelle piccole abitazioni giapponesi le stanze dedicate alla pulizia di viso e corpo sono solitamente separate dalla toilette

Un altro aspetto da tenere in considerazione è la dimensione ridotta della maggior parte delle abitazioni giapponesi, situazione che porta le varie generazioni che compongono la famiglia a vivere a stretto contatto, cosicché la stanza da bagno diventa una delle poche aree della casa dove sia possibile godere di un po' di intimità. A questo proposito, Jun'ichirō Tanizaki nel suo saggio Libro d'ombra scrisse che, tra tutte le stanze della casa, «solo il gabinetto giapponese è interamente concepito per il riposo dello spirito». Per questo motivo in Giappone vi è una grande attenzione rivolta alle tecnologie che rendono le toilette e i bagni più puliti e confortevoli, e i giapponesi sono disposti a spendere molto per le migliorie di questa parte della casa.

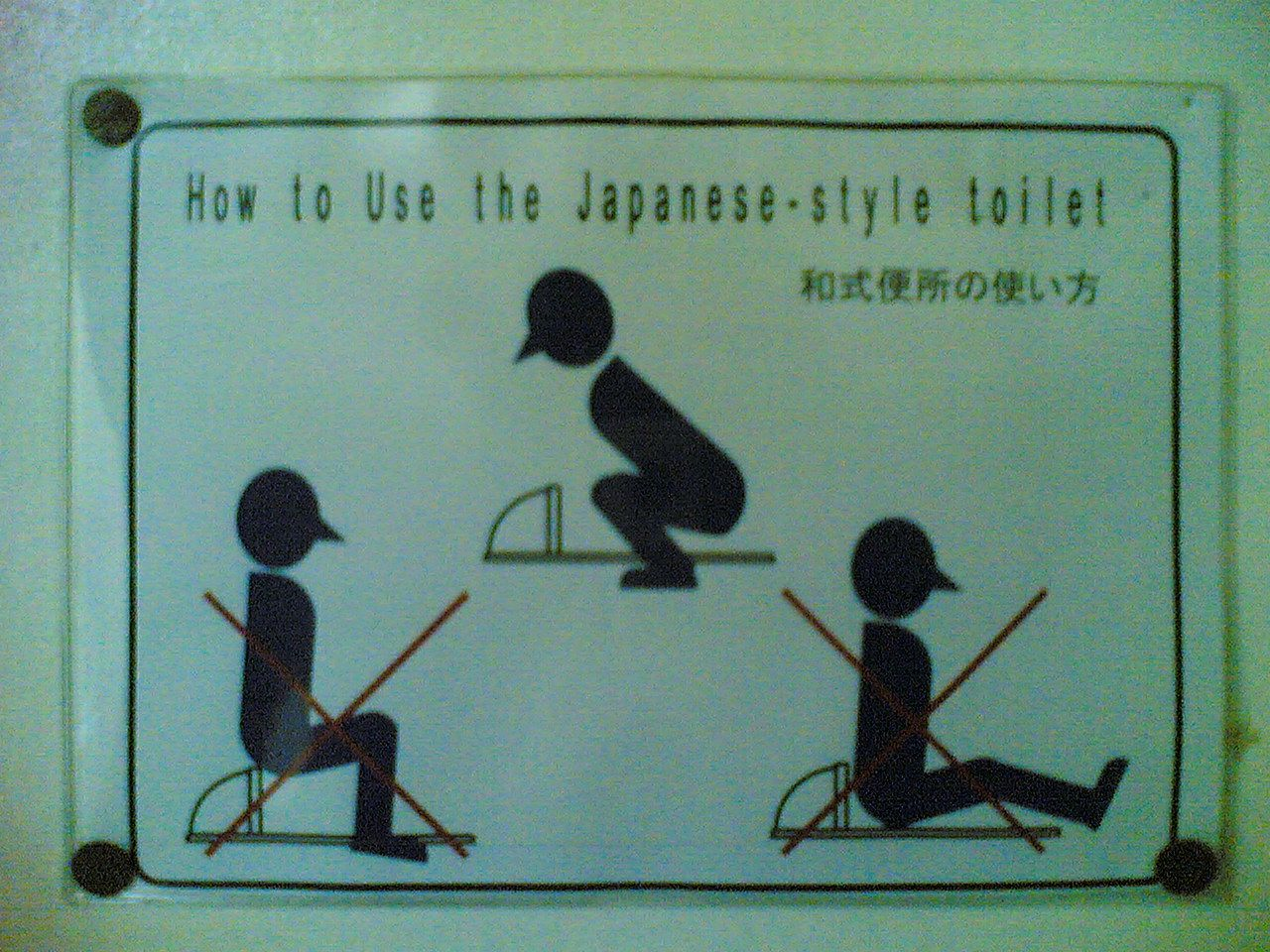
Cartello che spiega la posizione corretta da assumere per utilizzare al meglio una latrina tradizionale giapponese

Le marcate differenze culturali tra Giappone e Occidente per quanto riguarda l'uso della toilette possono essere fonte di confusione per gli stranieri che vi si approcciano per la prima volta: i bagni alla turca sono spesso causa di imbarazzo per chi non è abituato o non è in grado di assumere la corretta posizione, e vi sono numerosi racconti di persone non giapponesi che, usando un washlet e premendo a caso alcuni tasti, per curiosità o per cercare il comando dello sciacquone, sono stati improvvisamente colpiti da un getto d'acqua o hanno accidentalmente allagato la stanza della toilette. Per ovviare a questo problema l'Associazione giapponese dei produttori di toilette ha introdotto nel 2017 un nuovo standard per le icone da utilizzare in tutti i wc giapponesi di prossima produzione, che risultino più intuitive così da eliminare il rischio di confusione tra i turisti e ridurre lo shock culturale.

### Educazione igienica dei bambini

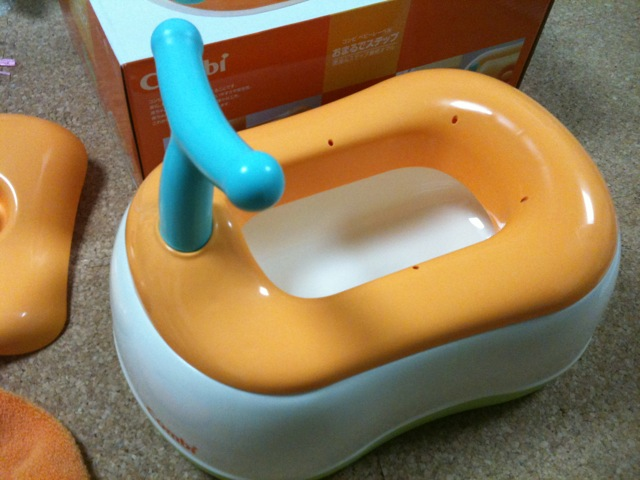
Esempio di omaru: le maniglie anteriori rendono il vasino più simile a un giocattolo, con lo scopo di intrattenere il bambino durante l'espletazione dei bisogni.

In Giappone la pratica di avvicinamento all'uso della toilette (toilet training) riveste un ruolo di notevole importanza nell'educazione e nella crescita dei figli, ove una corretta espletazione dei bisogni è strettamente connessa al benessere e alla salute degli stessi. Ciò ha anche a che fare con la norma culturale che vuole i giapponesi evitare di recare disagio o disturbo al prossimo, e per questo i genitori preferiscono occuparsi personalmente dell'educazione igienica dei figli piuttosto che lasciare l'incombenza agli insegnanti d'asilo. I bambini giapponesi vengono solitamente abituati all'uso della toilette dall'età di tre o quattro anni, benché alcuni genitori desiderosi di completare questo processo prima dell'entrata alla scuola materna ne anticipino l'inizio verso l'anno e mezzo di età. L'insegnamento all'uso della toilette rimane comunque una parte dei compiti delle scuole materne giapponesi.
Di solito i genitori nipponici attendono sette segni comportamentali comunemente riconosciuti per assicurarsi che il bambino sia pronto a utilizzare una toilette; ovvero quando si dimostra capace di: imitare i genitori, esprimere insoddisfazione a parole, rimettere gli oggetti al proprio posto, camminare e sedersi autonomamente, togliersi pantaloni e mutande autonomamente, esprimere il desiderio di utilizzare la toilette, esprimere verbalmente il desiderio di urinare o defecare. A quel punto inizia la prima fase del processo di educazione attraverso l'utilizzo dell'omaru (おまる?), un vasino di plastica che può essere posizionato in qualsiasi parte della casa. L'omaru è abbastanza piccolo da permettere al bambino di sedercisi sopra e contemporaneamente appoggiare i piedi sul pavimento e tenersi a due apposite maniglie poste sulla parte anteriore. Il suo scopo è abituare il bambino all'uso della toilette e infondere nello stesso un senso di sicurezza; per questo motivo alcuni modelli hanno un aspetto simile a giocattoli o sono dotati di pulsanti che emettono suoni in modo da intrattenere il bambino durante l'uso. Allo scopo di diminuire il più possibile lo shock del passaggio alla toilette per adulti, le emittenti televisive giapponesi trasmettono inoltre vari cartoni animati educativi come Shima shima tora no Shimajirō e Pantsu Pankurō, ma sono diffusi anche numerosi libri per bambini sull'argomento.

### Nella cultura di massa e nel folclore

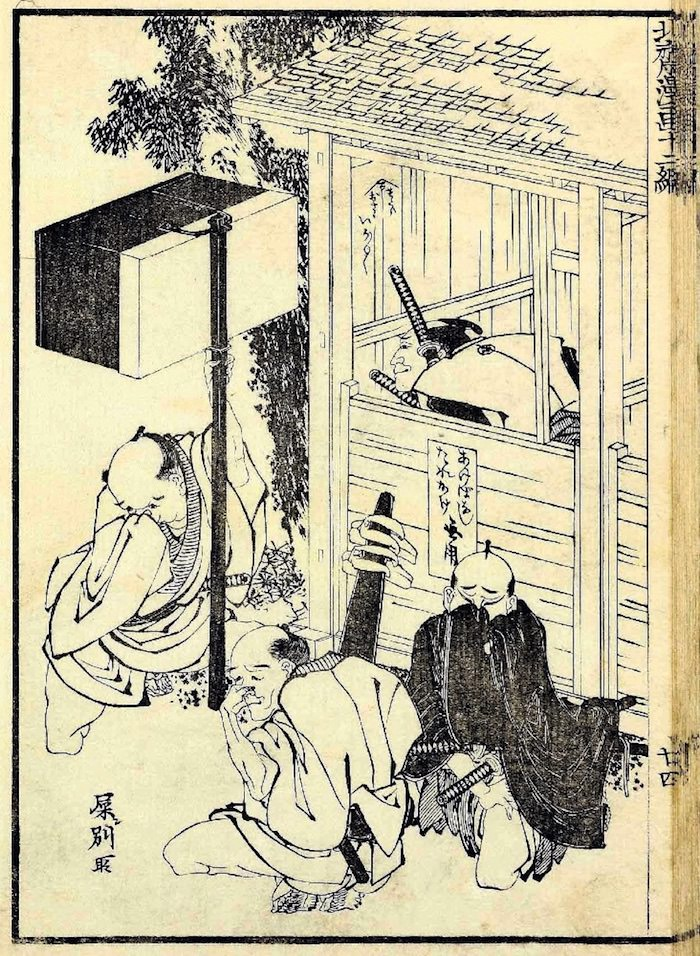
Tre servitori attendono il proprio padrone alla toilette in un'opera di Hokusai, inizi del XIX secolo circa

La singolare attenzione che i giapponesi rivolgono alle toilette è solo un aspetto di quella che è stata definita la "cultura giapponese del bagno". Considerate quasi alla stregua di vere e proprie opere d'arte, alle toilette in Giappone sono dedicate non solo manifestazioni volte a premiare quelle più pulite, sicure e innovative del Paese, ma anche rassegne artistiche, come la "Toilennale" nella prefettura di Ōita, che ha cercato di coniugare arte e wc esponendo visioni d'autore del bagno. Sul fronte educativo il Toto Musuem di Kitakyūshū e l'Inax Live Museum di Tokoname ripercorrono entrambi la storia delle toilette giapponesi, con il secondo che ospita una collezione di centocinquanta latrine di epoca Meiji e Taishō; il Miraikan di Odaiba, invece, organizza dal 2014 una mostra itinerante il cui scopo primario è quello di sensibilizzare i visitatori sull'importanza delle fognature e del benessere fisico.
Fin dal periodo Edo, quando cominciarono a diffondersi le prime opere a sfondo umoristico, i giapponesi sono stati sempre alquanto disinibiti nel parlare di questioni ritenute intime in altre culture, come l'utilizzo della toilette. Ancora oggi nei varietà e nei programmi comici riscuotono molto successo candid camera e gag legate a questo aspetto. Il videogioco Toilet Kids (1992), i film Zombie Ass (2011) e Thermae Romae (2012), così come il personaggio di Oshiri tantei, un detective col volto a forma di sedere protagonista dal 2012 di una popolare serie di libri per bambini, e la serie di libri di testo Unko kanji drill, in cui un professore dalle fattezze di escremento emoji educa i più piccoli all'uso dei kanji, sono ulteriori esempi di come l'umorismo scatologico sia molto diffuso nel campo dell'intrattenimento giapponese. Il legame tra bellezza e pulizia associate alla toilette è invece esemplificato dalla hit musicale del 2010 Toire no kamisama, della cantautrice Kana Uemura. Il testo narra del rapporto tra Uemura e la nonna, di come quest'ultima fosse solita raccontarle della presenza di una divinità all'interno della toilette, e di come Uemura venisse spronata a tenerla in ordine e pulita, poiché così facendo ella sarebbe diventata una bella ragazza una volta cresciuta. In tal senso un'antica tradizione giapponese vuole che lo stato in cui viene tenuto il bagno possa condizionare la salute e l'aspetto dei nascituri.

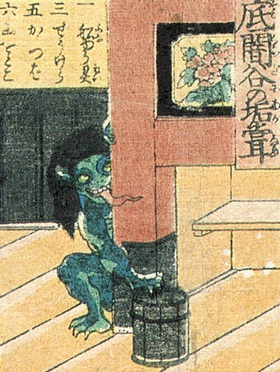
Rappresentazione dello yōkai Akaname in un'opera di Utagawa Yoshikazu, metà del XIX secolo circa

Alle toilette giapponesi sono legate anche varie storie dell'orrore e leggende metropolitane. Una delle più note vede protagonista Hanako, una studentessa delle scuole elementari che, nascosta nella cabina del bagno di una scuola, terrorizzerebbe chiunque provi a interagire con lei. La storia, molto famosa in Giappone, è stata trasposta in diversi film cinematografici e anime, e la sua popolarità tra gli studenti delle elementari giapponesi ha portato a casi di disfunzione della vescica in alcuni soggetti che, per timore di recarsi alla toilette, evitavano per tutto il corso della giornata scolastica di espletare i propri bisogni. Un'altra leggenda simile è quella di Aka manto, la quale narra di un giovane uomo di bell'aspetto che si aggirerebbe nelle vicinanze delle toilette pubbliche con indosso una mantella rossa e una maschera, uccidendo in modo atroce le proprie vittime. Lo yōkai Akaname, infine, apparirebbe nei bagni più sciatti per leccare via polvere e sporcizia.
Il fatto che molte di queste leggende siano ambientate all'interno della toilette è dovuto alla credenza popolare giapponese secondo la quale gli spiriti maligni o i fantasmi sarebbero soliti abitare nella stanza più piccola della casa. Inoltre in Giappone le toilette sono generalmente situate nell'angolo più buio dell'abitazione, sempre per motivi riconducibili a superstizioni che traggono origine dal folclore e dalla religione giapponesi. Una famosa storia, raccontata spesso dai genitori ai figli per far sì che si comportino bene, narra di una mano pelosa che, fuoriuscendo dalla tazza del water, vi trascinerebbe al suo interno i bambini dispettosi: ispirandosi a ciò, lo scrittore Kōji Suzuki scrisse il racconto Drop, il quale venne pubblicato e distribuito nel 2009 dalla compagnia Hayashi Paper sui propri rotoli di carta igienica.

### Aspetti controversi
Ai bagni giapponesi sono legati anche diversi aspetti controversi, come ad esempio la distribuzione illegale di video registrati nelle toilette femminili tramite videocamere nascoste. Inoltre a partire dagli anni duemila è sempre più comune la pratica denominata benjo meshi (便所飯? letteralmente "riso nella toilette", ma traducibile anche come "pasto nella toilette"), termine utilizzato per descrivere l'abitudine tra gli iscritti in una nuova scuola a mangiare chiusi all'interno di una toilette, piuttosto che essere visti e additati come solitari, incapaci di stringere amicizie, o di trovare qualcuno con cui condividere le ore del pasto.
In Giappone, comunque, l'utilizzo della toilette per fini non prettamente legati alle funzioni corporali è piuttosto comune: secondo un sondaggio effettuato nel 2013 dal rivenditore di servizi per il bagno Sunfree Plaza, una percentuale non indifferente di giapponesi è solita utilizzare la toilette per svolgere comuni passatempi come leggere, ascoltare musica e cantare oltre ad azioni fisiologiche come dormire o, appunto, mangiare.

### Annotazioni
1. ↑  Tale sistema di fossati è detto sewari gesui (背割り下水? letteralmente "fossati per la fogna disposti uno a fianco all'altro").
2. ↑  Tali recipienti erano chiamati otokeshi no tsubo (音消しの壺? letteralmente "vasi elimina rumori").
3. ↑  Il nome della principessa Otohime del racconto Urashima Tarō viene però scritto utilizzando caratteri differenti, 乙姫?, con il significato di "la principessa più giovane".
4. ↑  In Giappone è convenzione assicurarsi che il bagno sia occupato o meno bussando leggermente alla porta e attendendo il "toc-toc" di risposta.
5. ↑  Alcune eccezioni sono rappresentate dai moderni appartamenti o dalle abitazioni in stile occidentale, che presentano un bagno unico dotato di vaso sanitario, doccia, lavandino e lavatrice, detto unit bath (ユニットバス?, yunitto basu).
6. ↑  È una piccola stanza di solito collocata vicino alla furoba dotata di lavandino e lavatrice.

### Fonti
1. ↑  Matsui e Kanehara, 2003, p. 129.
2. 1 2 3  Japan Sewage Works Association, 2002, p. 47.
3. ↑  (EN) Japan Commission on Large Dams - JCOLD (a cura di), Dams in Japan: Past, Present and Future, CRC Press, 2009,  p. 33, ISBN 978-0-415-49432-8.
4. 1 2  (EN) Masami Ito, Toilets: Japan power behind throne, in The Japan Times, 2 novembre 2010. URL consultato il 15 maggio 2020.
5. 1 2  (EN) Amy Chavez, From the ditches of Nara to the Otohime, a lav story, in The Japan Times, 24 gennaio 2014. URL consultato il 15 maggio 2020.
6. ↑  Matsui e Kanehara, 2003, p. 128.
7. ↑  Matsui e Kanehara, 2003, p. 127.
8. ↑  Matsui e Kanehara, 2003, p. 133.
9. 1 2 3 4  (EN) Mark Magnier, Japan Is Flush With Obsession, in Los Angeles Times, 13 settembre 1999. URL consultato il 15 maggio 2020.
10. ↑  (EN) Sukey Hughes, Washi, the World of Japanese Paper, Kodansha International, 1978,  p. 194, ISBN 978-0-87011-318-5.
11. ↑  (EN) The History of Toilets in Japan, su web-japan.org. URL consultato il 15 maggio 2020.
12. ↑  (EN) Masao Ukita e Hiroshi Nakanishi, Pollutant Load Analysis for the Environmental Management of Enclosed Sea in Japan (PDF), The fourth international conference on the environmental management of enclosed costal seas, International Center for Environmental Management of Enclosed Coastal Seas, 1999. URL consultato il 2 gennaio 2014 (archiviato dall'url originale il 9 novembre 2006).
13. ↑  (EN) Japan's sustainable society in the Edo period (1603-1867), su japanfs.org, marzo 2003. URL consultato il 15 maggio 2020 (archiviato dall'url originale il 28 giugno 2008).
14. ↑  (EN) Keiichi Kato, Study on Okinawa's Development Experience in Public Health and Medical Sector (PDF), Institute for International Cooperation, Japan International Cooperation Agency, dicembre 2000,  pp. 112-113. URL consultato il 15 maggio 2020.
15. ↑  (EN) Sewage Works in Osaka, Japan, su nett21.gec.jp. URL consultato il 15 maggio 2020 (archiviato dall'url originale il 24 aprile 2014).
16. 1 2  (EN) Alan Macfarlane, The development of the toilet in Japan (PDF), su alanmacfarlane.com, 2002. URL consultato il 15 maggio 2020.
17. 1 2  Fróis, Reff e Danford, 2014, p. 204.
18. ↑  (EN) Water environment, su city.yokohama.lg.jp. URL consultato il 15 maggio 2020 (archiviato dall'url originale l'8 settembre 2014).
19. ↑  (EN) Takeshi Nagashima, Sewage disposal and typhoid fever: The case of Tokyo 1912-1940, in Annales de démographie historique, vol. 2, n. 108, Belin, 2004,  pp. 105-117, DOI:10.3917/adh.108.0105. URL consultato il 15 maggio 2020.
20. ↑  (EN) Yuzuru Matsuoka e Mamoru Yoshida, Challenges for Human Security Engineering, Springer, 2014,  p. 99, ISBN 978-4-431-54288-9.
21. ↑  Japan Sewage Works Association, 2002, pp. 46-47.
22. 1 2  (EN) Philip Brasor e Masako Tsubuku, Money that must go down the pan, in The Japan Times, 5 maggio 2014. URL consultato il 15 maggio 2020.
23. ↑  Japan Sewage Works Association, 2002, p. 50.
24. 1 2  George, 2008, pp. 43-44.
25. 1 2 3 4 5  (EN) The Toilets of Japan: The Vanishing World of Japanese-Style Toilets, su nippon.com, 29 giugno 2018. URL consultato il 15 maggio 2020.
26. ↑  George, 2008, pp. 41-45, 51-52.
27. ↑  (EN) Tina Wells, Easy Katakana: How to Read and Write English Words Used in Japanese, Passport Books, University of Michigan, 1989,  p. 11, ISBN 0-8442-8519-6.
28. 1 2  (EN) Anne Kasschau e Susumu Eguchi, Using Japanese Slang, Tuttle Publishing, 2015,  p. 69, ISBN 978-1-4629-1095-3.
29. ↑  (EN) Len Walsh, Read Japanese Today, Tuttle Publishing, 1969,  pp. 89, 124, ISBN 0-8048-0496-6.
30. ↑   Dizionario Shogakukan giapponese-italiano, 2ª ed., Shogakukan, 2008,  pp. 213, 1450, 1452, ISBN 978-4-09-515452-7.
31. ↑   Dizionario Shogakukan italiano-giapponese, 2ª ed., Shogakukan, 1999,  p. 273, ISBN 4-09-515402-0.
32. 1 2  (EN) Mark Schreiber, Toilet Day brings loos out of the closet, in The Japan Times, 10 novembre 2002. URL consultato il 15 maggio 2020.
33. 1 2 3 4 5  Buckley, 2009, pp. 527-528.
34. ↑  (EN) Lim Tai Wei, A Study of Japanese Toilets, su worldtoilet.org. URL consultato il 15 maggio 2020 (archiviato dall'url originale il 25 novembre 2006).
35. ↑  (EN) Philip Kendall, Japanese-style squat toilets: A surprising way to stay healthy, in Japan Today, 28 marzo 2013. URL consultato il 15 maggio 2020.
36. 1 2  Tang, 2013, pp. 74-75.
37. 1 2 3  Norbury, 2005, p. 69.
38. 1 2 3  Vardaman, 1994, pp. 38-39.
39. 1 2  (EN) Bob Cromwell, Japanese Squat Toilets, su toilet-guru.com. URL consultato il 15 maggio 2020.
40. 1 2 3  Leonard, 2009, p. 200.
41. ↑  Leonard, 2009, p. 201.
42. 1 2  Chavez, 2005, p. 12.
43. 1 2 3  (EN) Adam Dawson, Traditional Japanese Toilet, su ehow.com. URL consultato il 15 maggio 2020 (archiviato dall'url originale il 3 maggio 2014).
44. ↑  (EN) Jonathan Isbit, Health Benefits of the Natural Squatting Position, su naturesplatform.com. URL consultato il 15 maggio 2020.
45. ↑  Davies, 2018, p. 18.
46. ↑   Silvia Turin, Tutte le malattie che si possono prendere dalla tavoletta del water, in Corriere della Sera, 9 giugno 2015. URL consultato il 15 maggio 2020.
47. ↑  (EN) Recent Survey Reveals Over 60% of Japanese Elementary Students Hate Japanese Style Toilets, Who Can Blame Them?, su soranews24.com, 30 settembre 2012. URL consultato il 15 maggio 2020.
48. ↑  Leonard, 2009, p. 203.
49. 1 2 3 4 5  (EN) Japanese Toilets, su japan-guide.com. URL consultato il 15 maggio 2020.
50. ↑  (JA) 子どもと楽しむ 日本びっくり雑学500 [Divertirsi con i bambini. 500 curiosità sorprendenti sul Giappone], Seitōsha, 2017,  p. 25, ISBN 978-4-7916-8193-8.
51. ↑  (EN) Vladimir Novotny, Jack Ahern e Paul Brown, Water Centric Sustainable Communities: Planning, Retrofitting and Building the Next Urban Environment, John Wiley & Sons, 2010,  pp. 242-243, ISBN 978-0-470-64284-9.
52. ↑  Leonard, 2009, pp. 19-20, 202.
53. 1 2 3 4  Cavusgil, Rammal e Freeman, 2011, p. 90.
54. ↑  (EN) Philip Brasor e Masako Tsubuku, Japan's toilet business flush with success, in The Japan Times, 1º ottobre 2010. URL consultato il 15 maggio 2020.
55. ↑  George, 2008, pp. 42, 45, 50-51.
56. 1 2 3  (EN) US, Europe unready for super-toilets, but Japan is patient, in Taipei Times, 28 settembre 2003. URL consultato il 15 maggio 2020.
57. ↑  George, 2008, p. 42.
58. 1 2  (EN) Kazuo Mikami, Toto hoping Americans will warm to bidet-toilet, in The Japan Times, 14 maggio 2007. URL consultato il 15 maggio 2020.
59. ↑  (EN) High-Tech Toilets Become Standard Household Equipment in Japan, su nippon.com, 1º maggio 2018. URL consultato il 15 maggio 2020.
60. ↑  George, 2008, pp. 40, 52-63.
61. 1 2 3 4 5 6 7 8 9  Cavusgil, Rammal e Freeman, 2011, p. 89.
62. 1 2   Seth Stevenson, Il famoso wc giapponese, in Il Post, 8 aprile 2014. URL consultato il 15 maggio 2020.
63. ↑  George, 2008, p. 41.
64. ↑  Newman, 1997, p. 60.
65. ↑  (JA) 温水洗浄便座の使い過ぎは危険？正しい使い方 [L'utilizzo eccessivo del washlet può creare pericoli? Il corretto uso], su allabout.co.jp, 20 aprile 2018. URL consultato il 15 maggio 2020.
66. ↑  (EN) National obsession with cleanliness bodes ill for health, in Japan Today, 30 aprile 2013. URL consultato il 15 maggio 2020.
67. ↑  (EN) Wendy Hung, 25 Things You Didn't Know About Japan's Super Toilets, su jetsettimes.com, 6 aprile 2013. URL consultato il 15 maggio 2020.
68. ↑  (EN) Margherita Antona e Constantine Stephanidis (a cura di), Contemporary Trends in Shaping of the Toilet Seats, in Universal Access in Human-Computer Interaction. Access to the Human Environment and Culture, Springer, 2015,  p. 301, ISBN 978-3-319-20687-5.
69. 1 2 3 4  (EN) James Brooke, Nara Journal; Japanese Masters Get Closer to the Toilet Nirvana, in The New York Times, 8 ottobre 2002. URL consultato il 15 maggio 2020 (archiviato il 24 dicembre 2009).
70. ↑  (EN) Ann Bednarz, High-tech toilets are lighted, play music and test your vital signs, in Network World, 19 novembre 2007. URL consultato il 15 maggio 2020.
71. 1 2  Abruzzese, Bradanini e Rizzi, 1997, p. 30.
72. ↑  George, 2008, p. 45.
73. ↑  George, 2008, p. 47.
74. 1 2 3  (EN) Blaine Harden, In Energy-Stingy Japan, an Extravagant Indulgence: Posh Privies, in The Washington Post, 25 giugno 2008. URL consultato il 15 maggio 2020.
75. 1 2  (EN) Amanda Sealy, How Japan's music-playing, water-spraying TOTO toilets took over the world, in CNN, 10 dicembre 2018. URL consultato il 15 maggio 2020.
76. ↑  (EN) Michiyo Ishida, Japanese toilets not just for dirty business, su channelnewsasia.com, 18 novembre 2013. URL consultato il 15 maggio 2020 (archiviato dall'url originale il 2 dicembre 2013).
77. 1 2  Berger, 2010, p. 94.
78. ↑  (EN) Shinobu Tanaka, Masamichi Nogawa e Ken'ichi Yamakoshi, Fully Automatic System for Monitoring Blood Pressure from a Toilet-Seat Using the Volume-Oscillometric Method, 27th Annual International Conference of the Engineering in Medicine and Biology Society IEEE-EMBS, Shanghai, Institute of Electrical and Electronic Engineers, 10 aprile 2006,  pp. 3939-3941, DOI:10.1109/IEMBS.2005.1615323. URL consultato il 15 maggio 2020.
79. ↑  (EN) Clever toilet checks on your health, in CNN, 28 giugno 2005. URL consultato il 15 maggio 2020.
80. ↑   Antonio Dini, Giappone, Wc tecnologici sempre più smart: led e sensori, il water è un'astronave, in la Repubblica, 3 febbraio 2017. URL consultato il 15 maggio 2020.
81. ↑  (EN) Michelle Lynn Dinh, Smartphone-Controlled Toilet Includes Built-in Speakers So You Can Listen to Music, Costs Nearly $5,000, in Gizmodo, 14 dicembre 2012. URL consultato il 15 maggio 2020.
82. ↑  (EN) Keisuke Hanaki, Urban Environmental Management and Technology, cSUR-UT Series: Library for Sustainable Urban Regeneration, vol. 1, Springer, 2008,  p. 16, ISBN 978-4-431-78397-8.
83. ↑   Elmar Burchia, La console è l'orinatoio, l'ultima frontiera dei videogame, in Corriere della Sera, 20 gennaio 2012. URL consultato il 15 maggio 2020.
84. 1 2 3  (EN) Yoshino Matsui, Masking toilet noise may date back to Edo, in The Japan Times, 11 febbraio 2010. URL consultato il 15 maggio 2020.
85. ↑  (EN) Yumi Tanaka, The Japanese Sound Princess, in Gaijinpot, 18 gennaio 2015. URL consultato il 15 maggio 2020.
86. ↑  (EN) A Hit with Self-Conscious Women, su web-japan.org. URL consultato il 15 maggio 2020.
87. ↑  (EN) Masae Taga, The Tradition and Transformation of "Japanese Bathroom Culture": Portrayed throught the Development of the Sound Princess (abstract), in SCU Journal of Design & Nursing, vol. 9, n. 1, 2015,  p. 9, DOI:10.15025/00000112. URL consultato il 15 maggio 2020.
88. ↑  (EN) Masayoshi Ojima et al., Bacterial contamination of Japanese households and related concern about sanitation (abstract), in International Journal of Environmental Health Research, vol. 12, n. 1, 1º marzo 2002,  pp. 41-52, DOI:10.1080/09603120120110040, PMID 11970814. URL consultato il 15 maggio 2020.
89. ↑  Chavez, 2005, pp. 210-212.
90. 1 2 3  Dodd e Richmond, 2001, p. 65.
91. 1 2  Rowthorn, 2010, p. 870.
92. ↑  (EN) Jagdish Sheth e Rajendra Sisodia, Japan's Vending Machine Craze, in The 4 A's of Marketing: Creating Value for Customer, Company and Society, Routledge, 2012,  p. 124, ISBN 978-1-136-62491-9.
93. 1 2  (EN) Japan, su icbe.org. URL consultato il 15 maggio 2020.
94. 1 2  (EN) Yoree Koh, 'World's Largest Toilet' Aims to Be Flush With Tourists, in The Wall Street Journal, 31 maggio 2012. URL consultato il 15 maggio 2020 (archiviato dall'url originale il 31 maggio 2012).
95. ↑   Fabrizia Sacchetti, Nei bagni del Giappone arriva la carta igienica per smartphone, in Focus, 9 gennaio 2017. URL consultato il 15 maggio 2020.
96. ↑  (EN) Casey Baseel, Just how clean are Japan's high-tech public restroom bidet-equipped toilets?, su soranews24.com, 13 giugno 2015. URL consultato il 15 maggio 2020.
97. ↑  (EN) Toilet, su japan-accessible.com, Japan Accessible Tourism Center. URL consultato il 15 maggio 2020.
98. 1 2 3  (EN) Alice Gordenker, Men's restrooms, in The Japan Times, 19 dicembre 2006. URL consultato il 15 maggio 2020 (archiviato dall'url originale il 16 aprile 2016).
99. ↑  (EN) Kuniko Sanada, Evolution of the Japanese Public Restroom, in Nipponia, n. 17, 15 giugno 2001. URL consultato il 15 maggio 2020.
100. 1 2   Chiara Degl'Innocenti, Tokyo: le toilette più bizzarre in giro per la città, in Panorama, 10 maggio 2018. URL consultato il 15 maggio 2020.
101. 1 2 3  (EN) Sakura Murakami, Japan's next restroom revolution? Phasing out squat toilets for Tokyo 2020, in The Japan Times, 24 febbraio 2020. URL consultato il 15 maggio 2020.
102. ↑  (EN) Aric Jenkins, Toilets for All Genders Are Coming to the Olympics in Japan, in Time, 2 marzo 2017. URL consultato il 15 maggio 2020.
103. ↑   Alan Macfarlane, Enigmatico Giappone, EDT srl, 2011,  pp. 194-200, ISBN 978-88-6040-898-3.
104. ↑  (EN) Boyé De Mente, Toilets/Benjo, in Japan Encyclopedia, Passport Books, 1995,  p. 486, ISBN 0-8442-8435-1.
105. 1 2  (EN) Steve John Powell e Angeles Marin Cabello, What Japan can teach us about cleanliness, in BBC, 7 ottobre 2019. URL consultato il 15 maggio 2020.
106. ↑  (EN) Amy Chavez, Japan has a reputation for cleanliness — just don't look in our closets, in The Japan Times, 25 novembre 2018. URL consultato il 15 maggio 2020.
107. 1 2 3  (EN) The art of the toilet in Japan, in BBC News, 29 novembre 2008. URL consultato il 15 maggio 2020.
108. ↑  Norbury, 2005, p. 67.
109. ↑  Leonard, 2009, pp. 20-21.
110. 1 2  (EN) Flush with ambition, in The Economist, 23 luglio 2009. URL consultato il 15 maggio 2020 (archiviato dall'url originale il 9 gennaio 2014).
111. ↑  George, 2008, p. 40.
112. ↑  George, 2008, pp. 41-42.
113. ↑   Rebecca Mantovani, Toilette facili, anche in Giappone, in Focus, 22 gennaio 2017. URL consultato il 15 maggio 2020.
114. ↑  (EN) David W. Shwalb e Barbara J. Shwalb, Japanese Childrearing: Two Generations of Scholarship, Guilford Press, 1996,  p. 61, ISBN 1-57230-081-7.
115. 1 2 3  (EN) Curtis Seubert, Japanese Toilet Training for Kids, su ehow.com, 12 marzo 2014. URL consultato il 15 maggio 2020 (archiviato dall'url originale il 12 maggio 2014).
116. 1 2  (EN) Maggie McCormick, Japanese Toilet Training for Kids, su livestrong.com, 4 marzo 2013. URL consultato il 15 maggio 2020 (archiviato dall'url originale il 22 gennaio 2015).
117. ↑  (EN) Lois Peak, Learning to Go to School in Japan: The Transition from Home to Preschool Life, University of California Press, 1991,  p. 28, ISBN 0-520-91428-7.
118. ↑  (EN) Cities, firms clean up with wins at Japan's first toilet awards, in The Japan Times, 5 settembre 2015. URL consultato il 15 maggio 2020.
119. ↑  (EN) Michael Silverberg, Japan's Toilennale is like the Venice Biennale, but for toilets, in Quartz, 20 giugno 2014. URL consultato il 15 maggio 2020.
120. ↑  Rowthorn, 2010, p. 192.
121. ↑  (EN) Akira Okubo, The Miraikan is going down the pan — in a good way, in The Japan Times, 9 luglio 2014. URL consultato il 15 maggio 2020.
122. ↑   La mostra sulla cacca che affascina i bambini e insegna come riutilizzare gli scarti in maniera ecologica, in HuffPost, 26 agosto 2015. URL consultato il 15 maggio 2020.
123. ↑  (EN) Todd Brown, Noboru Iguchi Has a Zombie Ass, in Twitch Film, 7 settembre 2011. URL consultato il 15 maggio 2020 (archiviato dall'url originale il 9 gennaio 2012).
124. ↑   Thermae Romae. L’impero romano in salsa di soia, in Linkiesta, 2 novembre 2012. URL consultato il 15 maggio 2020.
125. ↑  (EN) Unko Kanji Drills: Creator of popular language textbooks for kids turns poop into gold, in The Japan Times, 23 maggio 2017. URL consultato il 15 maggio 2020.
126. ↑  (EN) Mark Schreiber, Kanji ‘toilet training’ is a hit with kids, in The Japan Times, 12 giugno 2017. URL consultato il 15 maggio 2020.
127. ↑  (EN) 'Toilet God' song makes a star of songstress, in Japan Today, 6 gennaio 2011. URL consultato il 15 maggio 2020.
128. ↑  (EN) Susan B. Hanley, Everyday Things in Premodern Japan: The Hidden Legacy of Material Culture, University of California Press, 1999,  pp. 122-125, ISBN 0-520-21812-4.
129. ↑  (EN) Kumiko Makihara, Toilet Worship, in The New York Times, 1º febbraio 2011. URL consultato il 15 maggio 2020 (archiviato dall'url originale il 26 dicembre 2017).
130. ↑  (EN) Laura Fitch, Have you heard the one about..?, in The Japan Times, 7 giugno 2005. URL consultato il 15 maggio 2020.
131. ↑  (EN) Jonathan Clements e Helen McCarthy, The Anime Encyclopedia, Revised & Expanded Edition: A Guide to Japanese Animation Since 1917, Stone Bridge Press, 2006,  pp. 276, 278, ISBN 1-933330-10-4.
132. ↑  (EN) Jim Harper, Flowers from Hell: The Modern Japanese Horror Film, Noir Publishing, 2008,  pp. 19-20, ISBN 978-0-9536564-7-9.
133. ↑  (JA, EN) Seiji Matsumoto, Kenji Shimada, Shōzō Hosokawa e Fumi Matsumoto, Ghost Hanako's syndrome: report of 2 cases--initial stage of nonneurogenic neurogenic bladder (Hinman syndrome)? (abstract), in Acta Urologica Japonica, vol. 43, n. 8, Facoltà di Medicina, Università di Kyoto, agosto 1997,  pp. 593-596, ISSN 0018-1994 (WC · ACNP), PMID 9310785. URL consultato il 15 maggio 2020.
134. ↑  (EN) Patrick Drazen, A Gathering of Spirits: Japan's Ghost Story Tradition from Folklore and Kabuki to Anime and Manga, iUniverse, 2011,  pp. 173-174, ISBN 978-1-4620-2943-3.
135. ↑  (EN) Hiroko Yoda e Matt Alt, Yokai Attack! The Japanese Monster Survival Guide, Tokyo, Kodansha International, 2008,  pp. 82-85, ISBN 978-4-7700-3070-2.
136. 1 2  (EN) Julian Ryall, Japanese publisher prints horror novel on toilet roll, in The Daily Telegraph, 25 maggio 2009. URL consultato il 15 maggio 2020.
137. ↑  (EN) Associated Press, Writer rolls out horror story on toilet paper, in The Japan Times, 26 maggio 2009. URL consultato il 15 maggio 2020.
138. ↑  (EN) Lonely youth take meals in toilets, and a new subculture springs up, in Japan Today, 19 settembre 2011. URL consultato il 15 maggio 2020.
139. ↑  «Secondo un'indagine svolta nelle scuole giapponesi [...] non raramente si verifica che i bambini senza amici con cui trascorrere la pausa pranzo a scuola si rintarino nella toilette per non mostrarsi soli e lì frettolosamente consumino il pasto [...].» in  Carla Ricci, La solitudine liberata. Alla ricerca del sé... passando dal Giappone, Armando Editore, 2012,  pp. 105-106, ISBN 978-88-6677-030-5.
140. ↑  (EN) One in Five Young Adults Have Eaten in a Restroom and Other Japanese Toilet Trends, su soranews24.com, 15 marzo 2013. URL consultato il 15 maggio 2020.